# Castellammare del Golfo
Castellammare del Golfo (Casteddhammari in siciliano) è un comune italiano di 14 589 abitanti del libero consorzio comunale di Trapani in Sicilia.
La cittadina sorge alle pendici del complesso montuoso di Monte Inici e dà il nome all'omonimo golfo prospiciente il castello, delimitato a est da capo Rama e a ovest da capo San Vito. Basa la sua economia sul turismo e, meno che in passato, sulla viticoltura e la pesca.
Oggi è uno dei più rinomati centri balneari della Sicilia e uno dei borghi di mare più belli d'Italia. Sul suo territorio ricadono i faraglioni di Scopello, la baia di Guidaloca, le Terme Segestane e la parte più orientale della riserva naturale orientata dello Zingaro.
Di particolare interesse sono i tradizionali festeggiamenti in onore della Patrona che annualmente si svolgono dal 19 al 21 agosto e la Rievocazione storica Nostra Principalissima Patrona che si celebrava ogni due anni e narra dell'attacco al porto da parte degli inglesi, sventato, secondo la leggenda, dall'arrivo della Madonna del Soccorso. L’ultima edizione si è svolta il 13 settembre 2018 in occasione del 300º anniversario dell’evento prodigioso.

## Storia
(Strabone)
Castellammare nasce come Emporium Segestanorum (porto della vicina Segesta, in greco antico Αἰγεσταίων ἐμπόριον?; il termine empòrion designava nel Mediterraneo antico una località marittima adibita allo scarico, al deposito e alla vendita di merci) e fino all'arrivo degli Arabi la sua storia si identifica con quella della città elima.
Si ipotizza che l'emporio esistesse già a partire almeno dagli inizi del V secolo a.C. Testimonianze in tal senso si ricavano sia dagli scritti di Erodoto sia da quelli di Diodoro Siculo e di Tucidide, che a proposito della spedizione ateniese in Sicilia del 415 a.C., più volte parla di navi che andavano o venivano da Segesta. A fare esplicito riferimento al porto segestano sono però Strabone, nella sua Geografia, e il geografo Tolomeo, che tuttavia dà un'errata collocazione del sito, forse per un mero errore materiale nella trasmissione del testo.
La stazione di sosta Aquae Perticianenses presente sull'Itinerarium Antonini sarebbe, per alcuni studiosi, identificabile con Castellammare la quale, in età tardo romana, avrebbe assunto questo nome in seguito al declino di Segesta e al conseguente sviluppo come località autonoma.

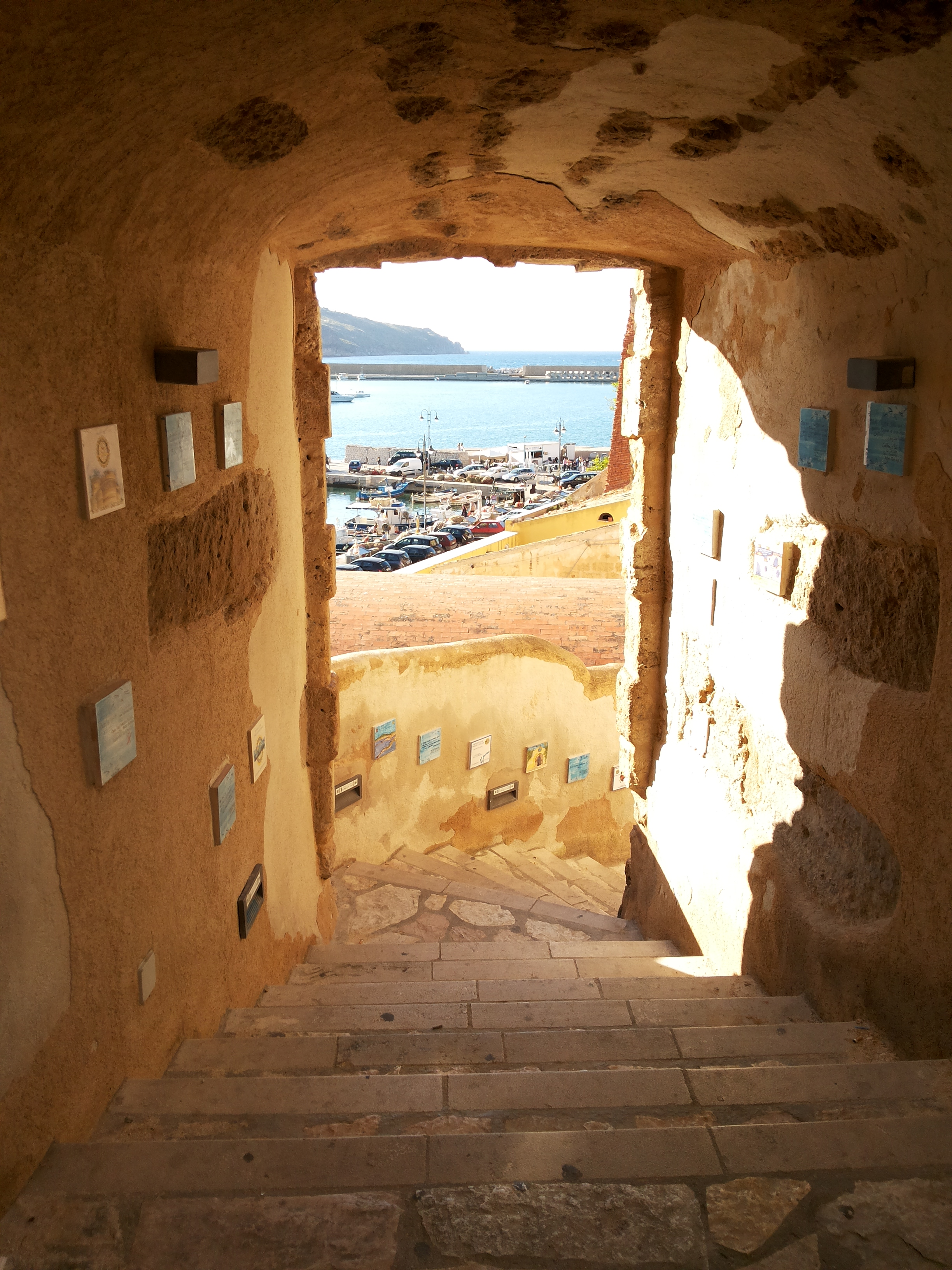
L'antica scalinata che porta alla marina

Grazie al Libro di re Ruggero del geografo musulmano Idrisi, abbiamo una prima menzione che a metà del XII secolo al-madariğ era lo sbocco a mare di Calathamet (volgarizzazione di Qal'at al-hammah - قلعة الحمّة, "la rocca dei bagni", costituita da un insediamento e un castello che sorgevano sul rilievo che sovrasta le attuali Terme Segestane) e dell'intero territorio segestano che ormai da secoli non aveva più Segesta come centro principale bensì appunto Calathamet. Una continuità ininterrotta di funzione e importanza fra l'antico emporio di Segesta e la medievale al-madariğ non è documentata e può essere soltanto presunta.Tale traduzione del toponimo arabo risale al 1880-81 e si deve allo storico Michele Amari. Tuttavia lo storico e archeologo Ferdinando Maurici fa giustamente notare che vi è un'inequivocabile assonanza fra al-madariğ e i termini spagnolo almadraba e francese madrague,  e corrispondenti all'italiano "tonnara".
Sono i Normanni a realizzare il primo nucleo del "castello a mare", edificio fortificato venne edificato su di uno sperone di roccia a ridosso del mare e collegato alla terraferma per mezzo di un ponte levatoio ligneo.
La denominazione castrum ad mare de gulfo, da cui l'attuale nome, risale agli inizi del secondo millennio, quando Castellammare diviene importante fortezza dei Normanni prima, degli Svevi poi e centro di battaglie fra Angioini e Aragonesi. Nel 1314 Roberto d'Angiò conquista Castellammare, la cui guarnigione si arrende sembra senza opporre resistenza. Nel 1316 sono gli aragonesi con Bernardo da Sarrià a impadronirsi del castello distruggendone parte delle fortificazioni e una delle tre torri.
La guerra si conclude con la vittoria di Federico II e il porto verrà interdetto alle attività commerciali in ragione del tradimento in favore degli Angioini.
Castellammare tornerà a crescere dopo i Vespri quando la cittadina fu terra baronale di proprietà di Federico d'Antiochia e diventa importante polo commerciale legato all'esportazione del grano. Di questo periodo è l'amplimento del castello sul mare. In particolare è il 10 gennaio 1338 che da proprietà demaniale regia diventa baronia sotto Raimondo Peralta. Nel 1554 il territorio diviene feudo di Pietro de Luna.
Fino al 1500 Castellammare aveva un ruolo prettamente commerciale e di servizio per l'entroterra e la cittadina era scarsamente abitata. Il nucleo originario attorno al castello viene protetto nel 1521 da una prima cinta muraria (la seconda cinta muraria fu completata nel 1587 con 3 porte di accesso). Essa tuttavia non deve avere dato molta sicurezza all'abitato visto che l'incremento demografico fu irrilevante per tutto il secolo (nel 1374 vi erano 413 abitanti, 450 nel 1526, 463 nel 1595), tanto da far chiedere da Giacomo Alliata, che aveva la baronia sul posto, al Regno di Sicilia una licentia populandi. Licenza che ebbe scarso effetto posto che nel 1630 erano presenti 790 abitanti. Nel 1653 si arriverà a 1 279 abitanti. L'insuccesso del ripopolamento sarà dovuto principalmente alle incursioni saracene. Tra la fine del Cinquecento e l'inizio del Seicento il paese si espande lungo l'asse nord-sud.
Della seconda metà del XI secolo è la Chiesa di Maria Santissima Annunziata, realizzata a pochi metri dal mare di "cala marina" e alla quale nel 1590 fu aggregato un convento di Carmelitani, oggi non più esistente. Il paese in quel periodo era abitato principalmente da marinai e da addetti al carico-scarico merci (soprattutto il grano prodotto nell'entroterra). Nel 1700 il paese continua a espandersi sempre lungo la direttrice nord-sud ma in modo più irregolare. Acquista sempre più importanza il caricatore di Cala Marina rispetto a quello di Cala Petrolo, questa sull'alta parete di tufo prospiciente il mare vedeva fino ad allora la presenza di diversi magazzini e del mulino Zangara.
Alla fine del Settecento e inizi dell'Ottocento con il frazionamento del latifondo e lo sviluppo di colture intensive (viti soprattutto) aumenta il fabbisogno di manodopera e diviene più numeroso il ceto contadino e si assiste a un notevole flusso immigratorio: se nel 1774 vi erano 3 859 abitanti, nel 1798 se ne contano circa 6 000. All'incremento demografico contribuì la fortificazione del borgo attorno al castello. Tanto che nel 1798 quando gli abitanti saranno 6000 nella città sarà possibile individuare tre stadi morfologici ben distinti: il nucleo del castello, la città murata e la città fuori le mura.
Nel Settecento e nell'Ottocento il paese continua ad ampliarsi, avendo come fulcro del proprio sviluppo economico il porto.
Il 24 gennaio 1846 parte del territorio di Monte San Giuliano (Inici, Balata di Baida, Scopello) veniva sottratto a quella Città demaniale e attribuito a Castellammare del Golfo.
Gli ultimi decenni del secolo XIX sono caratterizzati dalla crescita economica, gli abitanti nel 1901 sono 20 605. Il porto fu dotato di strutture fisse di attracco solo nel 1890 (anno di costruzione della banchina), e solo nel 1907 all'estremità del molo sarà collocata la gru da tre tonnellate.

### La rivolta contro iCutrara
Poco dopo l'unità d'Italia, il 30 giugno 1861, veniva introdotta anche in Sicilia la leva obbligatoria. La norma era odiata dai siciliani poiché da un lato non erano abituati all'arruolamento obbligatorio che sotto i Borbone-Due Sicilie non esisteva, dall'altro costringeva i giovani a stare sette anni lontani dalla loro casa.
Molti, non ottemperando all'obbligo, si nascosero sulle montagne che circondano la cittadina. Il 2 gennaio del 1862, circa 400 giovani capeggiati da due popolani (Francesco Frazzitta e Vincenzo Chiofalo), innalzando una bandiera rossa, entrarono in paese e assalirono l'abitazione del Commissario di leva e l'abitazione del Comandante della Guardia Nazionale, trucidando i commissari governativi e bruciando le loro case.
La leggenda narra che il 13 luglio del 1718 (periodo nel quale la cittadina si trovò coinvolta nel conflitto tra Filippo V Re di Spagna e Vittorio Amedeo II di Savoia per il possesso della Sicilia) un bastimento spagnolo per sfuggire a cinque navi inglesi trovò rifugio nel porto di Castellammare. Dal Castello furono sparati dei colpi di cannone in direzione delle navi inglesi a difesa di quella spagnola scatenando la furente reazione degli inglesi. Fu in questo frangente che i castellammaresi spaventati invocarono l'aiuto della Madonna (a Maronna di l'assuccursu). Essa apparve dal monte prospiciente il porto con una schiera di angeli. Gli inglesi spaventati dalla visione lasciarono il porto e la battaglia.
La reazione dei piemontesi si ebbe il giorno successivo quando da due navi da guerra sbarcarono alcune centinaia di bersaglieri.
Sebbene non ci sia a Castellammare, tra le fonti locali, e non c'è neanche nei documenti giudiziari e di polizia, alcuna testimonianza, diretta o indiretta, delle fucilazioni del 3 gennaio, che pure ebbero la prova «ufficiale» della comunicazione attraverso il giornale governativo un testo di uno storico siciliano riporta che furono fucilati:
- Mariana Crociata cieca, analfabeta, di anni trenta;
- Marco Randisi di anni 45, storpio, bracciante agricolo, analfabeta;
- Benedetto Palermo di anni 46, sacerdote;
- Angela Catalano contadina, zoppa, analfabeta, di anni cinquanta;
- Angela Calamia di anni settanta, disabile, analfabeta;
- Antonino Corona, di anni settanta, disabile ;[15]

Di un'ulteriore vittima, una bimba di 9 anni, Angela Romano, non c'è traccia nei rapporti ufficiali ma c'è solo un'annotazione nel registro dei defunti tenuto presso la chiesa del paese, in esso non viene specificato il motivo della morte ma solo che essa è imputabile ai moti di quei giorni.
Si trattò secondo uno storico siciliano di una vera e propria ribellione dei filo-borbonici contro i “Cutrara”, cioè contro quei liberali che combattendo i Borbone, tramite la censuazione dei beni ecclesiastici, si erano impadroniti della coltre del potere.
Il termine “cutrara”, infatti, fa riferimento a coloro che si dividono la “coltre” del dominio che i piemontesi chiamarono “mafia”, ma a cui si appoggiarono per mantenere un presunto ordine pubblico.

### Il brigantaggio
Come in altri luoghi della Sicilia, Castellammare fu teatro di attività di brigantaggio. La figura più nota di brigante fu quella di Pasquale Turriciano (così è trascritto negli atti di stato civile, mentre in atti processuali e giornali del tempo si trova scritto anche come Torregiani o Turrigiano). Turriciano fu attivo dal 1863/1864 sino al 10 marzo 1870, giorno in cui fu ucciso in un conflitto a fuoco con la forza pubblica.
Nato il 20 settembre del 1841 a Castellammare del Golfo, rifiutò di farsi arruolare nella leva obbligatoria e probabilmente fece parte della rivolta del 1862, partecipando in seguito a episodi di resistenza armata contro le truppe piemontesi. Nella narrazione popolare delle sue gesta la figura di Turriciano viene descritta come coraggiosa e eroica e degna di ammirazione.

### La mafia

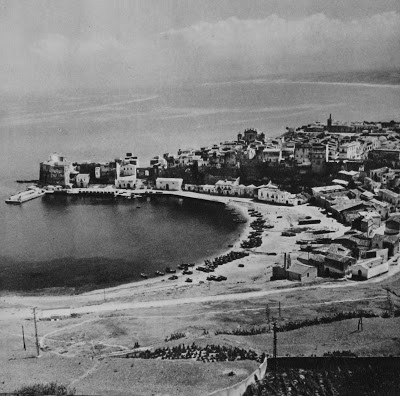
Castellammare del Golfo alla fine degli anni '50

La cittadina ha dato i natali a diverse figure di spicco della mafia americana dei primi anni del Novecento: Vito Bonventre, Stefano Magaddino, Salvatore Maranzano, John Tartamella e Joseph Bonanno. Dal nome della cittadina deriva anche il termine "guerra castellammarese", sanguinosa guerra di mafia combattuta tra il clan di Joe Masseria e il clan di Salvatore Maranzano. Il legame con gli Stati Uniti è forte e Castellammare diviene sia il centro delle attività criminali legate al traffico dell'eroina sia la porta verso l'esterno dei clan.
Fino ai primi anni ottanta (cioè sino alla seconda guerra di mafia) le famiglie castellammaresi (Plaia, Buccellato, ecc.), unitamente ai Rimi di Alcamo (il boss Nino Buccellato, ucciso il 1º ottobre del 1981, era genero di Vincenzo Rimi e cognato di Gaetano Badalamenti), rappresentavano la mafia vincente. Con la vittoria dei corleonesi, il timone della mafia siciliana passa a Riina e ai corleonesi.
Nel 1984, a Castellammare, viene arrestato il sostituto procuratore Antonino Costa, in servizio alla procura di Trapani, con l'accusa di avere accettato soldi dalla mafia. Nello stesso anno Natale Evola, pregiudicato di Castellammare del Golfo, viene indicato come uno dei killer del giudice Giangiacomo Ciaccio Montalto. Con la stessa accusa viene arrestato anche il fratello Giuseppe, mentre un altro killer originario di Castellammare, Calogero Di Maria, partito per gli Stati Uniti subito dopo la strage viene ucciso due giorni dopo in un bar del Bronx. Sei anni dopo, nel 1990, Natale Evola e il fratello Giuseppe vengono uccisi dalla mafia. Nel 1985 il castellammarese Gioacchino Calabrò viene arrestato per la strage di Pizzolungo. Lo stesso Calabrò verrà poi condannato anche per l'omicidio di Paolo Ficalora. Del 1990 è anche il rinvenimento su un mercantile (Big John), nelle acque di Castellammare, di 596 kg di cocaina.
Nel 2002 il pentito Antonino Giuffrè dichiara:
Il 23 marzo 2004 il consiglio dei ministri decise lo scioglimento del consiglio comunale di Castellammare, poiché si era accertato che l'amministrazione era condizionata dalla mafia. Lo scioglimento arrivò poco dopo l'operazione di polizia denominata "tempesta" che aveva portato all'arresto di 23 presunti affiliati a cosa nostra e alla scoperta di connivenze tra mafia e politica.
Dal 2007 viene costituito il presidio dell'associazione antimafia Libera, che dal 2011 prende il nome di "Piersanti Mattarella". Il 6 dicembre 2008 viene costituita un'associazione antiracket.

### Simboli
Lo stemma e il gonfalone del comune di Castellammare del Golfo sono stati concessi con decreto del presidente della Repubblica del 13 maggio 2003.
Il gonfalone è un drappo troncato di azzurro e di rosso.

## Monumenti e luoghi d'interesse

### Architetture civili
- Palazzo Crociferi, antico convento dei padri di San Camillo di Lellis detti padri crociferi per la grande croce rossa che i padri camilliani portano sul loro abito religioso, oggi sede del Municipio, costruito nel 1659 assieme alla chiesa S. Maria degli agonizzanti (la chiesa di lu cummentu) adesso adibita a Sala consiliare[12].

### Architetture religiose
- Chiesa Madre (La Matrici). Nata sulle fondamenta di una chiesa precedente, la sua costruzione inizia nel 1726 e il luogo apre al culto dieci anni dopo.[32] Ha tre ordini di navate, custodisce la statua maiolicata rappresentante la Madonna del Soccorso della seconda metà del Cinquecento, affreschi di Giuseppe Tresca (si ipotizza anche la partecipazione di Giuseppe Velasco)[32] raffiguranti episodi del Vecchio Testamento e un'acquasantiera del Seicento.
- Chiesa della Madonna del Rosario. Si trova all'interno del borgo adiacente al castello e si ipotizza sia stata eretta in periodo normanno intorno all'anno 1100. Presenta un portale con un bassorilievo della Madonna col Bambino con i Santi ed il Crocifisso, attribuita al Gagini[Quale?]. All'interno, in un angolo, è presente una il trittico della Madonna del Rosario con i santi Caterina e Domenico.
- Chiesa delle Anime Sante del Purgatorio. Risalente alla fine del Trecento, ha al suo interno pregevoli opere pittoriche del Seicento e del Settecento. È presente una cripta delle stesse dimensioni della chiesa dove un tempo erano conservati i cadaveri. Un vano, un tempo, collegava la chiesa al Palazzo Crociferi.
- Chiesa di Maria Santissima Annunziata: chiesa del XI secolo, a una sola navata e un solo altare con una tela che raffigura l’Annunciazione risalente alla fine dell'800; accanto a essa c'era il Convento dei Carmelitani.
- Chiesa della Madonna delle Grazie. È degli inizi del Seicento; al suo interno è presente un dipinto del diciottesimo secolo, che raffigura la Madonna col Bambino attribuita a Pietro Novelli[33].
- Santuario della Madonna della Scala. Il santuario della Madonna della Scala è una piccola chiesa sulla parete prospiciente il porto. La leggenda narra che il 7 settembre 1641, verso sera, si scatenò un temporale.
Maria D'Angelo, una ragazza che pascolava il gregge nella montagna di Castellammare, volendo ripararsi dalla pioggia si rannicchiò nell'antro scavato da un fulmine poco prima. In quella piccola grotta rinvenne una scatola di rame arrugginita, all'interno della quale era una piccola scatola d'argento che riportava il monogramma della Vergine e una croce. Al ritrovamento della scatolina il temporale cessò e la pastorella fu ritrovata dai familiari che disperavano di vederla ancora viva. Quando l'arciprete di Castellammare aprì la scatola, vi trovò una croce d'argento e un reliquario contenente l'immagine della Madonna con in braccio il Bambino Gesù, tutto adorno di gemme e d'oro. Si gridò allora al miracolo e sul luogo del rinvenimento fu edificata una chiesa.
- Chiesa di Sant'Antonio di Padova
- Chiesa Oratorio di Sant'Angela Merici
- Chiesa parrocchiale di San Giuseppe
- Chiesa cappella della Madonna di Fatima
- Chiesa cappella istituto Sacro Cuore
- Chiesa parrocchiale Maria Santissima Addolorata
- Chiesa parrocchiale Santissimo Crocifisso
- Chiesa parrocchiale di San Paolo dalla Croce
- Chiesa cappella Istituto Casa Protetta
- Chiesa parrocchiale di Maria Santissima delle Grazie c/o Scopello
- Chiesa rettoria di Maria Santissima di Custonaci c/o Fraginesi
- Chiesa rettoria di San Francesco d'Assisi c/oFraginesi
- Chiesa parrocchiale Sacra Famiglia c/o Balata di Baida
- Chiesa rettoria Sant'Anna c/o Castello di Baida

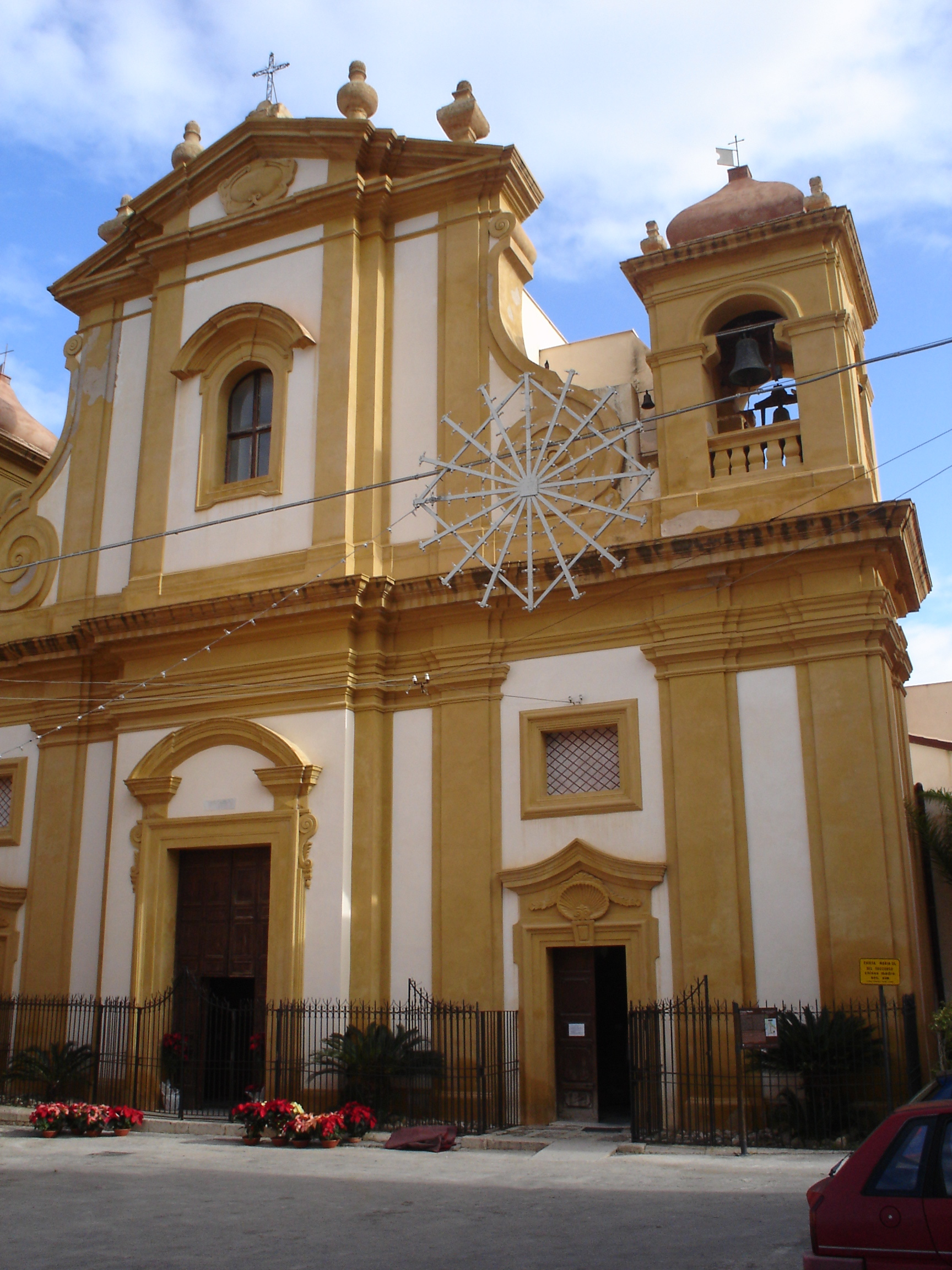
Chiesa Madre Santuario Maria Santissima del Soccorso
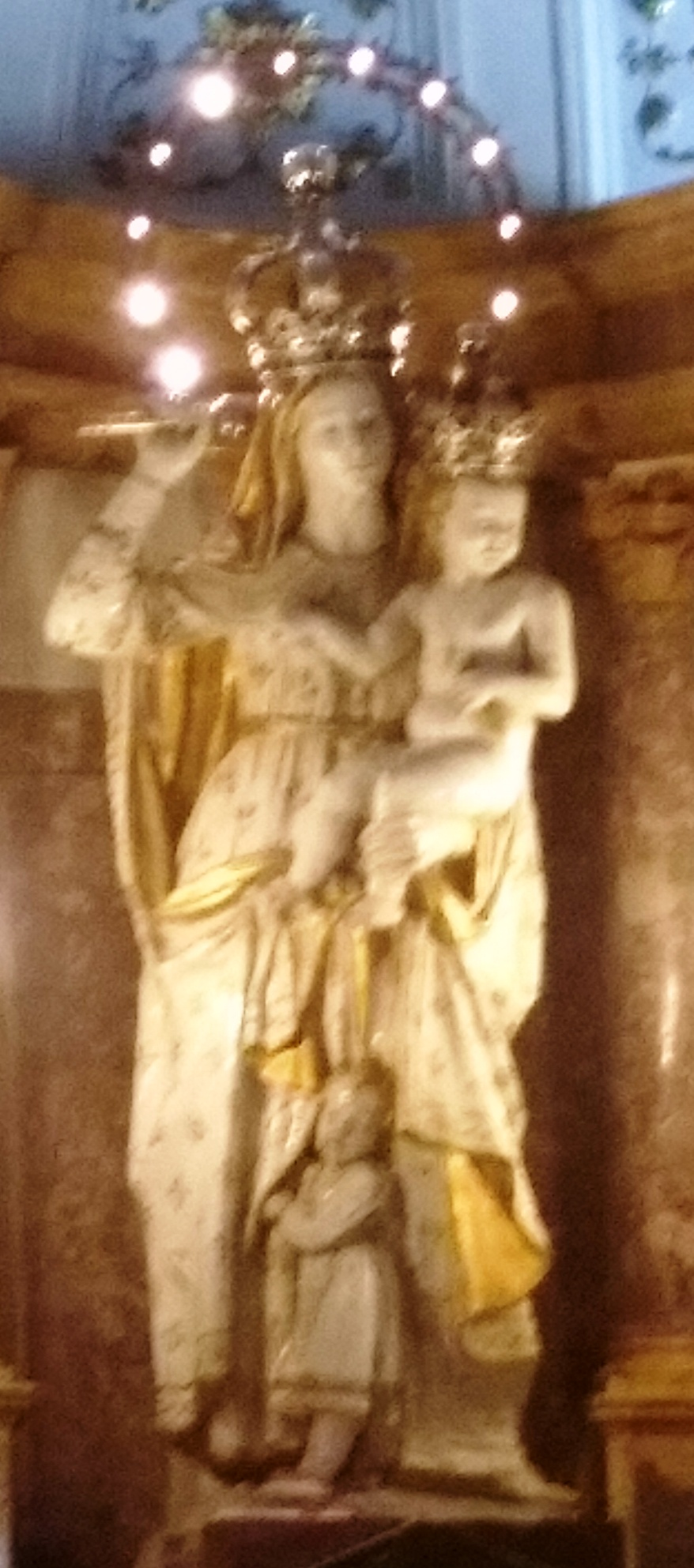
Simulacro di Maria Santissima del Soccorso
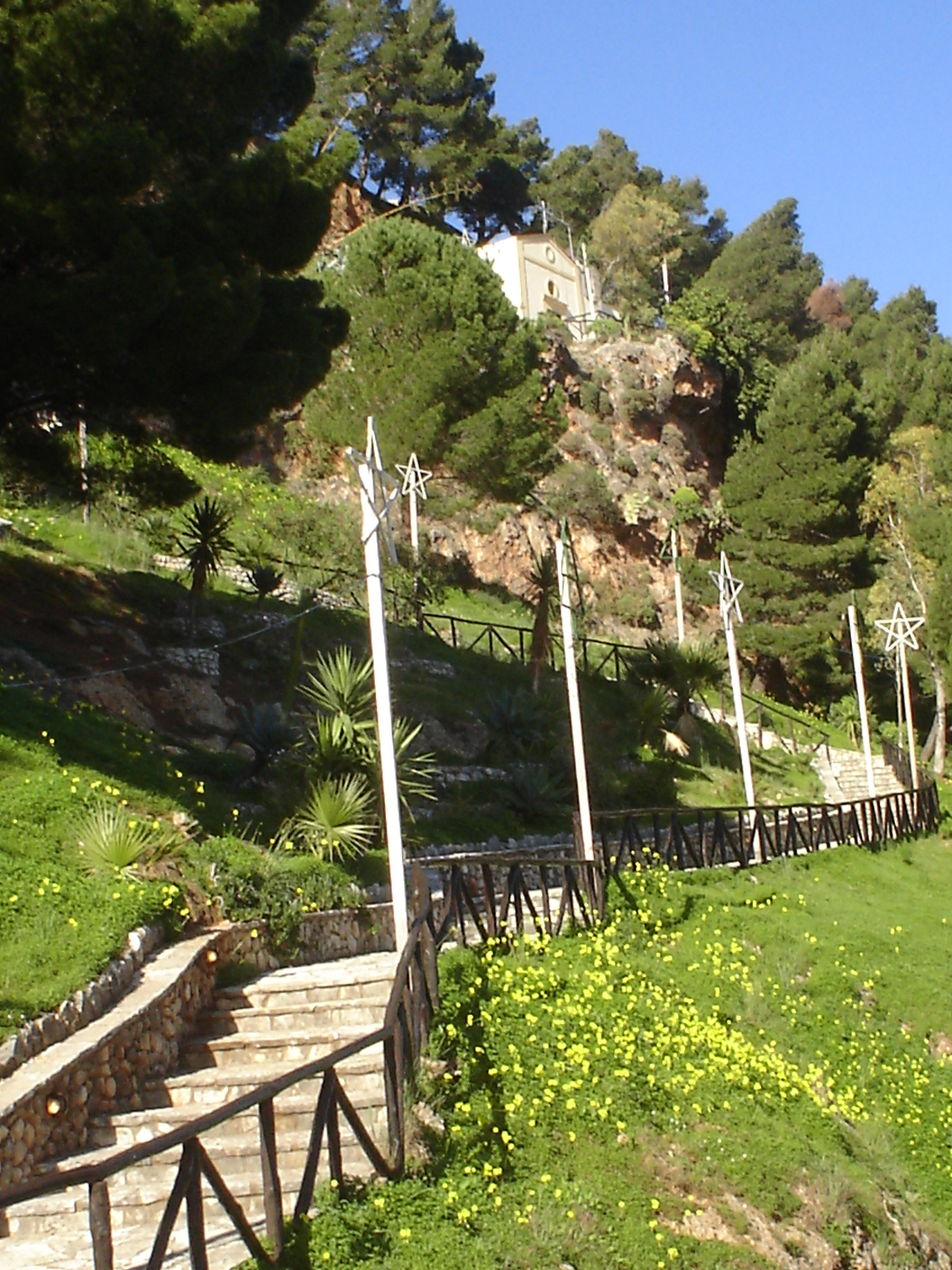
Chiesa della Madonna delle Scale
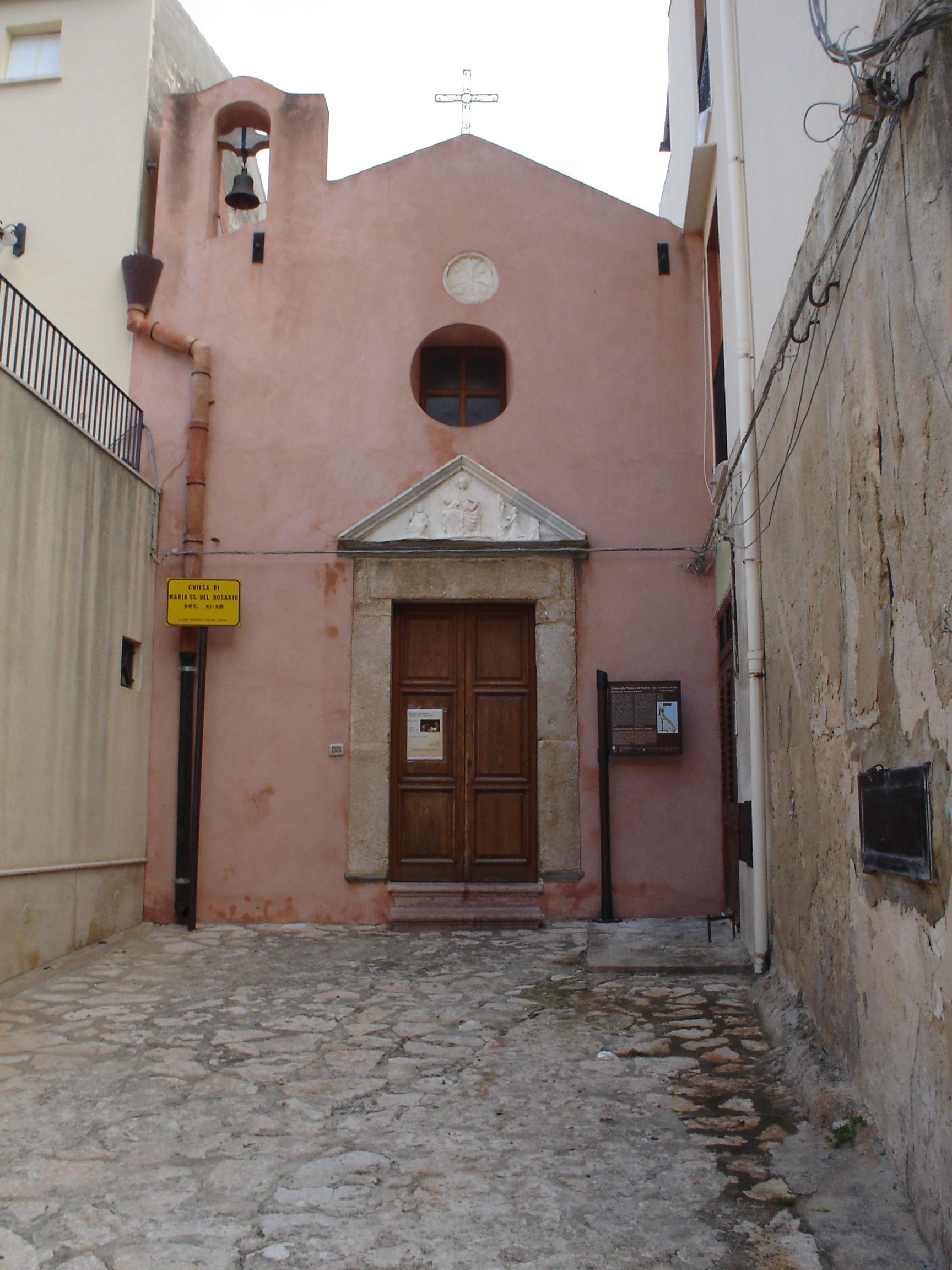
La chiesetta di la Madonna di l'agnuni
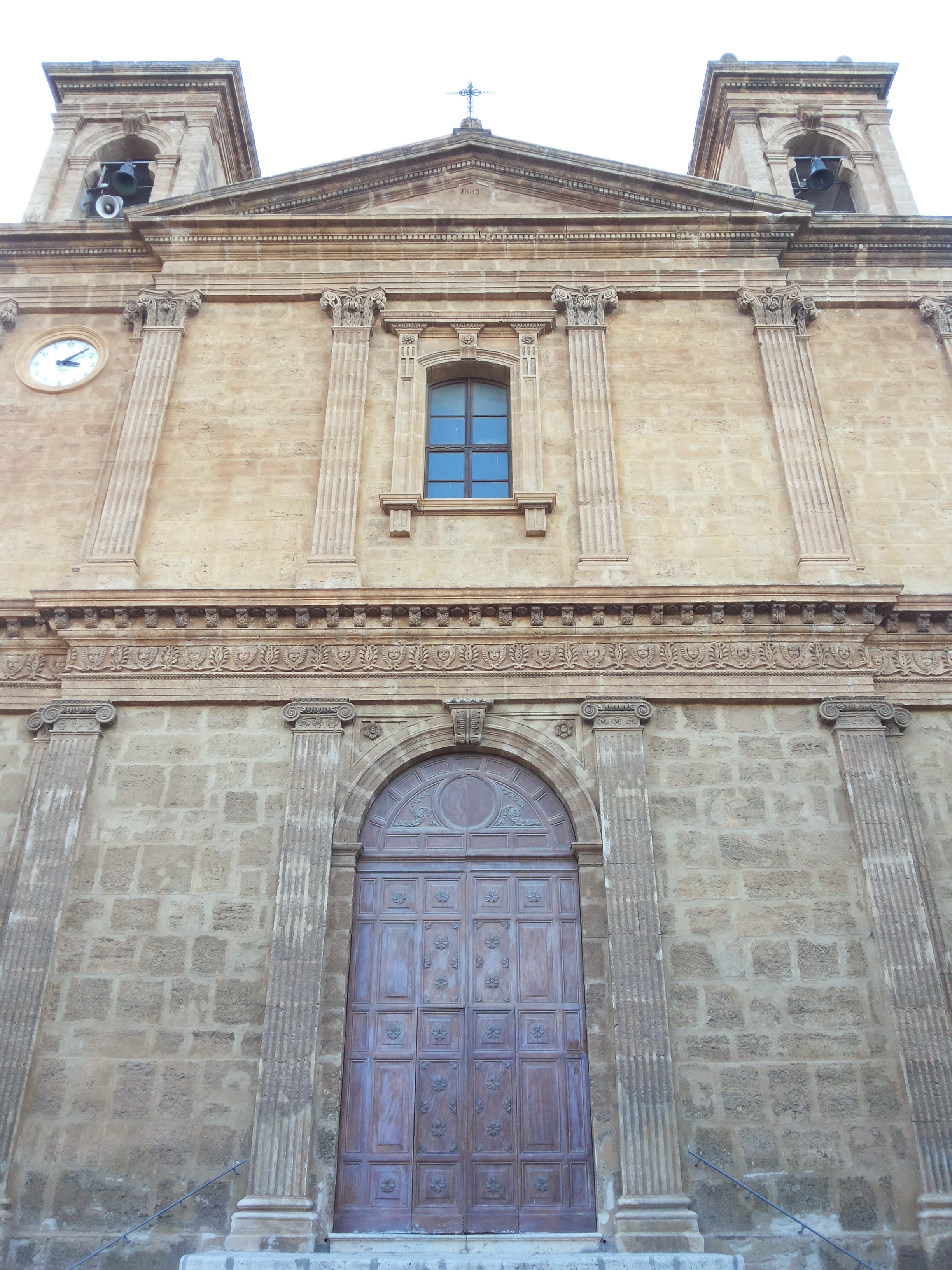
Facciata della chiesa di San Giuseppe
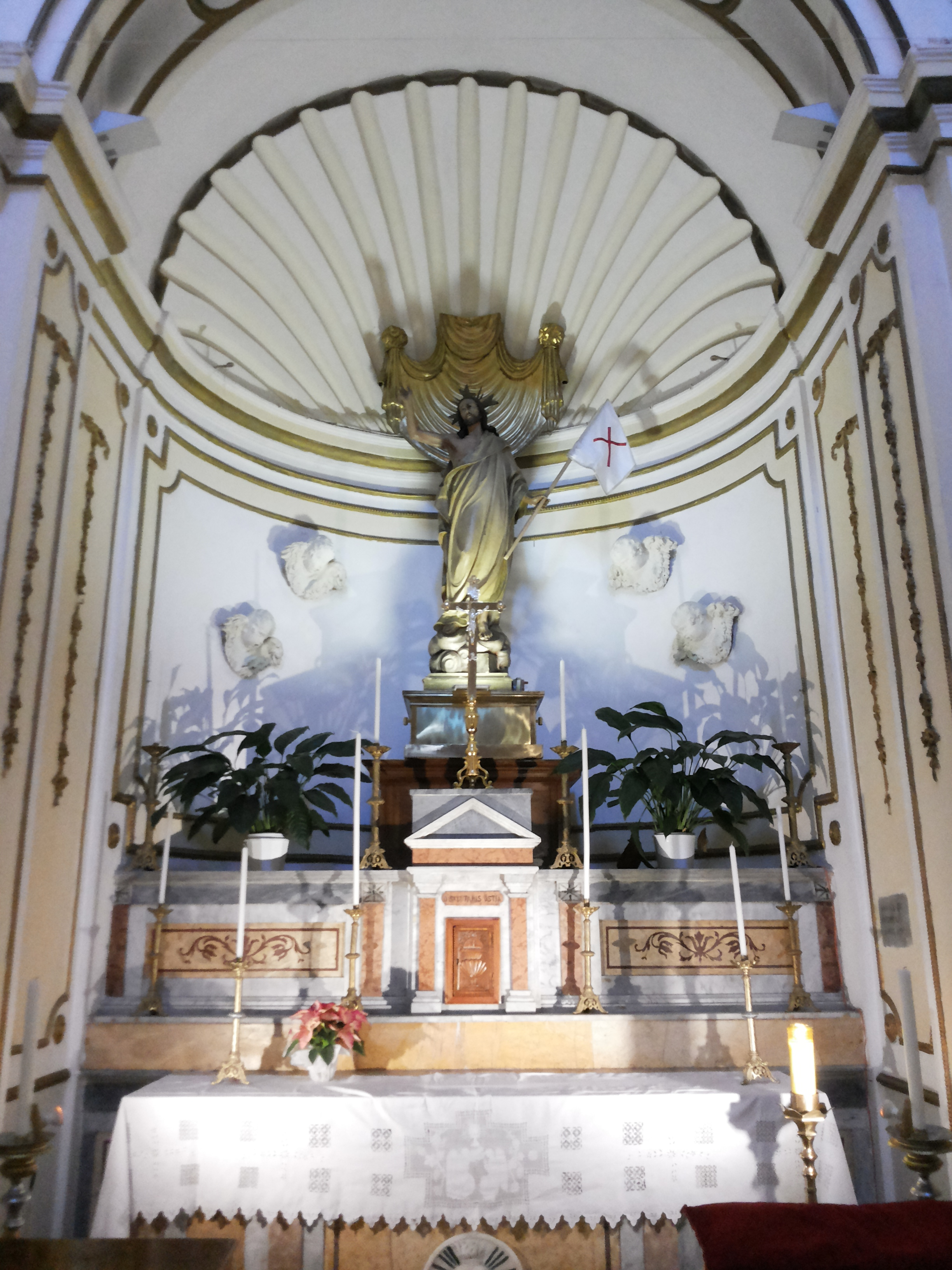
Altare della chiesa di Sant'Antonio di Padova

### Architetture militari

#### Castello a mare
(Al-Idrisi, geografo arabo)

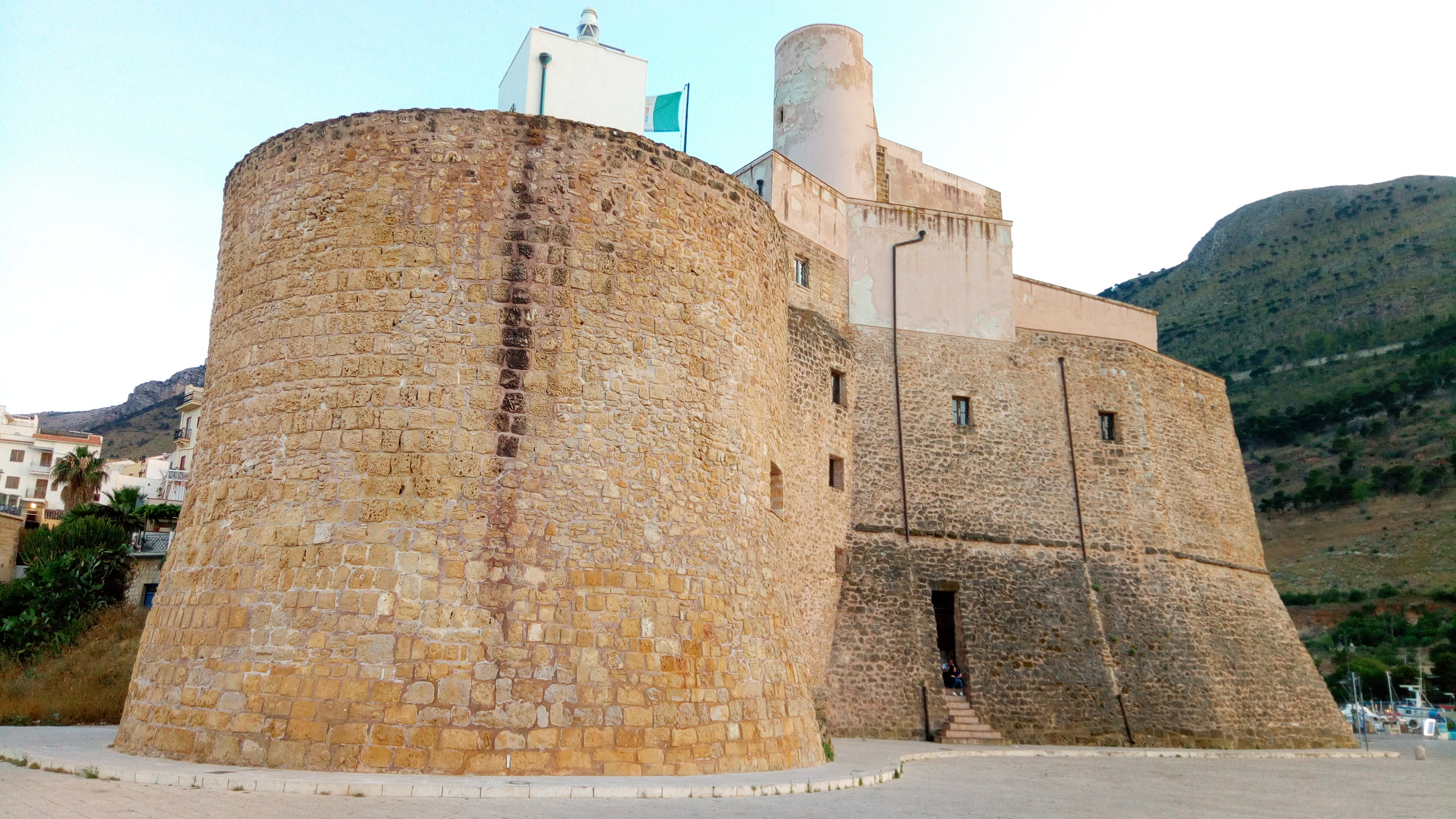
Il Castello a mare

Nei pressi del porto di Castellammare del Golfo sorge il cosiddetto Castello a mare, chiamato così perché fino agli anni ottanta era lambito dal mare. Lo specchio di mare antistante la torre era chiamato "vasca della regina" per indicare una vasca naturale delimitata da scogli, che la leggenda vuole fosse in uso alla regina del castello.
Si pensa che il castello a mare venne costruito dagli arabi nel X secolo. Le prime notizie del castello a mare risalgono al periodo normanno con il geografo arabo Idrisi, che nel 1154 scrisse nel Libro di Re Ruggero:
Secondo lo stesso Idrisi, il castello a mare fungeva da dépendance del più importante maniero di Calathamet ("Castello dei Bagni"), che sorgeva nei pressi delle sorgenti termali presenti nei pressi di Castellammare del Golfo.
Costruito dai Normanni e successivamente fortificato dagli Svevi tramite l'aggiunta di mura difensive e delle torri. Nel 1316, in seguito alle lotte tra Angioini e Aragonesi, fu distrutto da Federico II d'Aragona per poi essere ricostruito. Venne dotato prima di due torri merlate (denominate "Torre di San Giorgio" e "Torre della Campana"), quindi venne aggiunta una prima cinta muraria nel 1521, poi nel 1537 una terza torre (detta "il Baluardo"), una quarta torre nel 1586 (che è l'unica torre che è ancora visibile) e infine una seconda cinta muraria nel 1587. Durante lo stesso periodo il ponte levatoio preesistente venne sostituito con l'odierno ponte in muratura.
Pietro II d'Aragona lo assegnò a Raimondo di Peralta e da questi passò agli eredi Guglielmo e Nicolò. Fu in seguito proprietà di Pietro Spadafora Ruffo, che lo lasciò come dote alla figlia, divenendo quindi proprietà di Sigismondo di Luna. Dopo una serie successiva di passaggi ritornò alla fine del Cinquecento alla famiglia Luna. Nel 1649 fu venduto a Francesca Balsamo Aragona principessa di Roccafiorita. Oggi è di proprietà pubblica e ospita al suo interno un polo museale che si snoda in un percorso denominato "La Memoria del Mediterraneo" che comprende quattro sezioni: il Museo dell'Acqua e dei Mulini, il Museo delle Attività Produttive, il Museo Archeologico e il Museo delle Attività Marinare.

#### Torri
Nel territorio di Castellammare del Golfo sorgono inoltre antiche torri di avvistamento, tra cui la torre di avvistamento nella baia di Guidaloca, torre Bennistra, la Torre della tonnara di Scopello e la torre Doria.

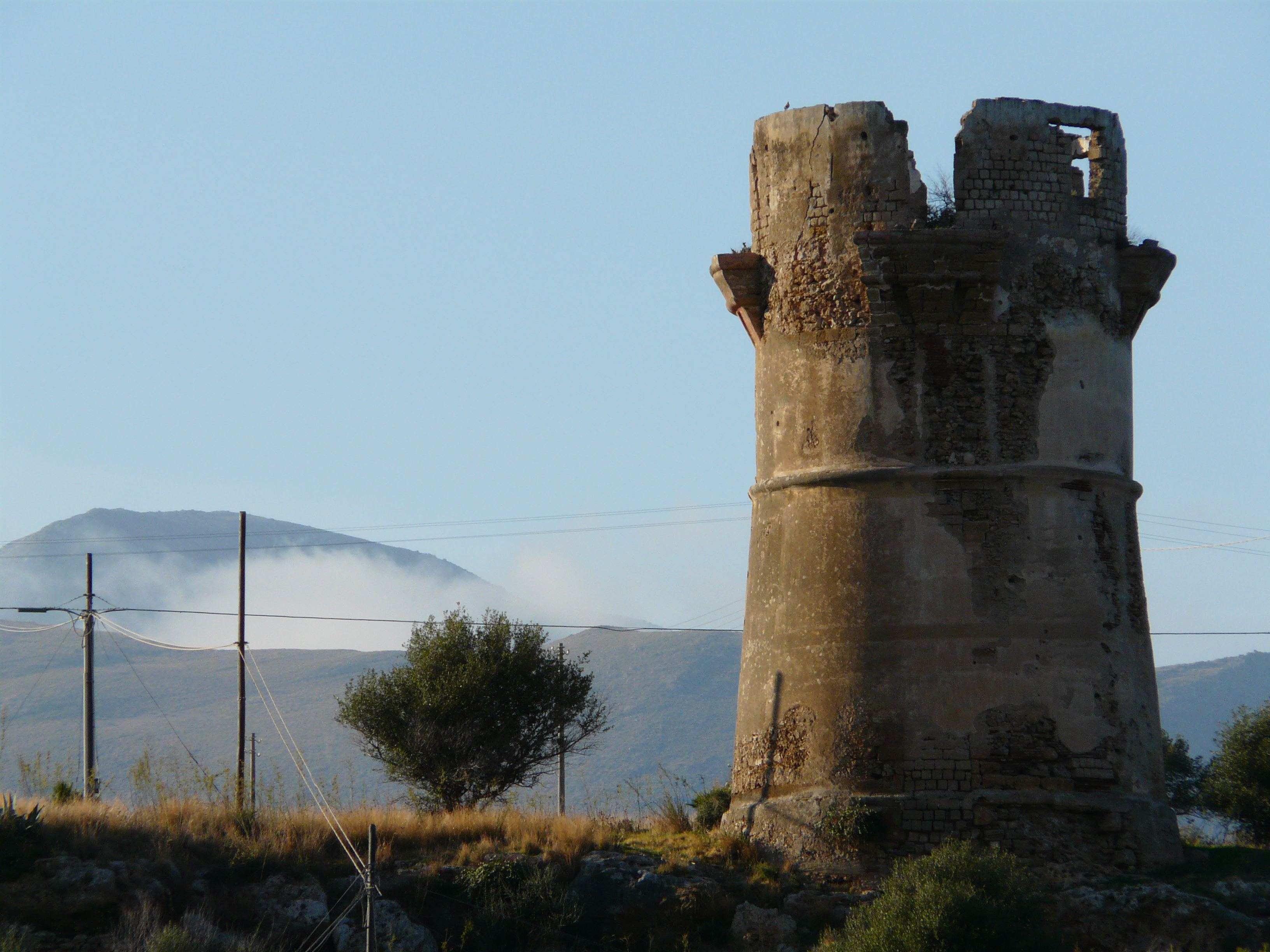
Torre di avvistamento nella baia di Guidaloca
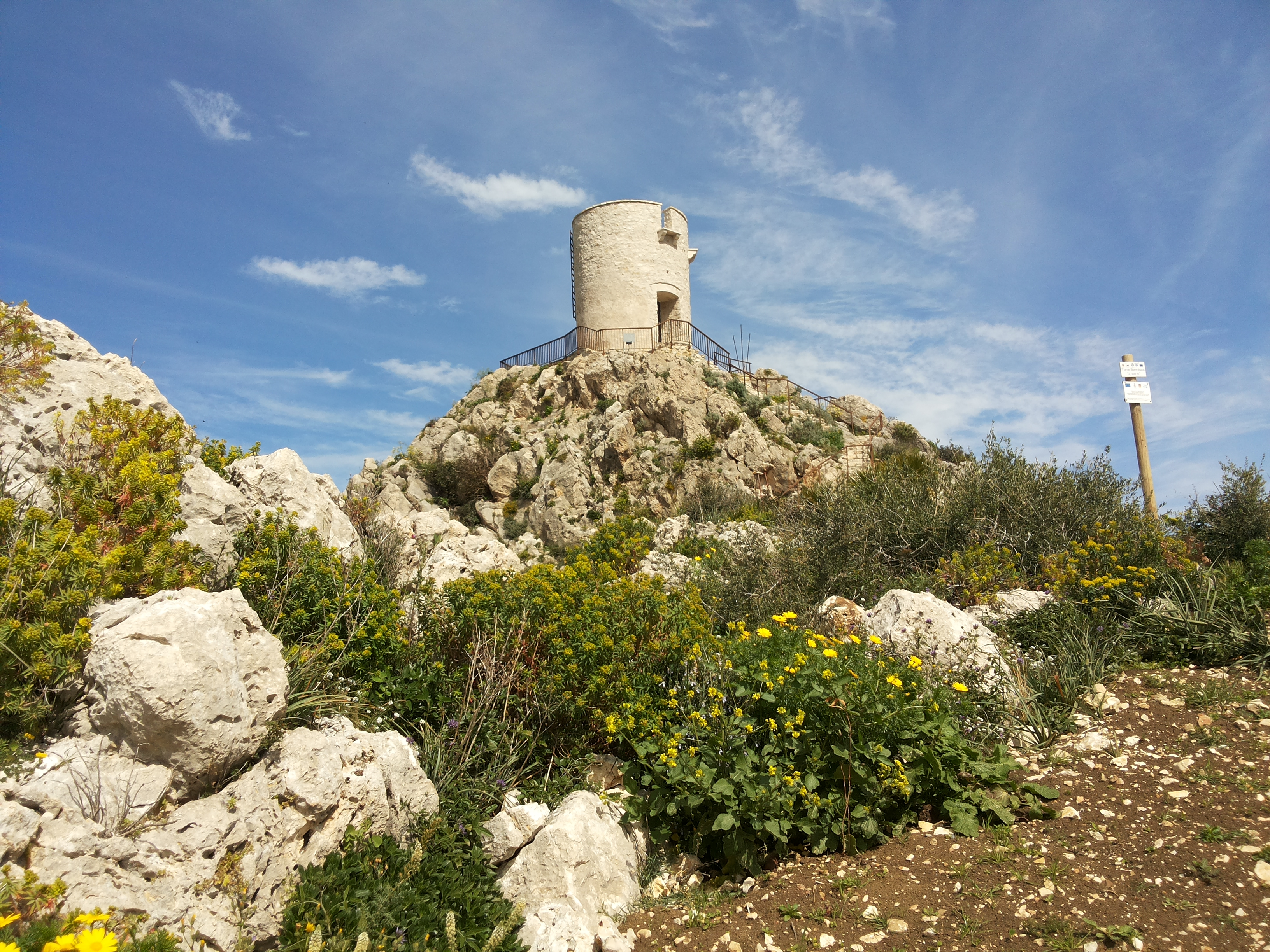
Torre Bennistra
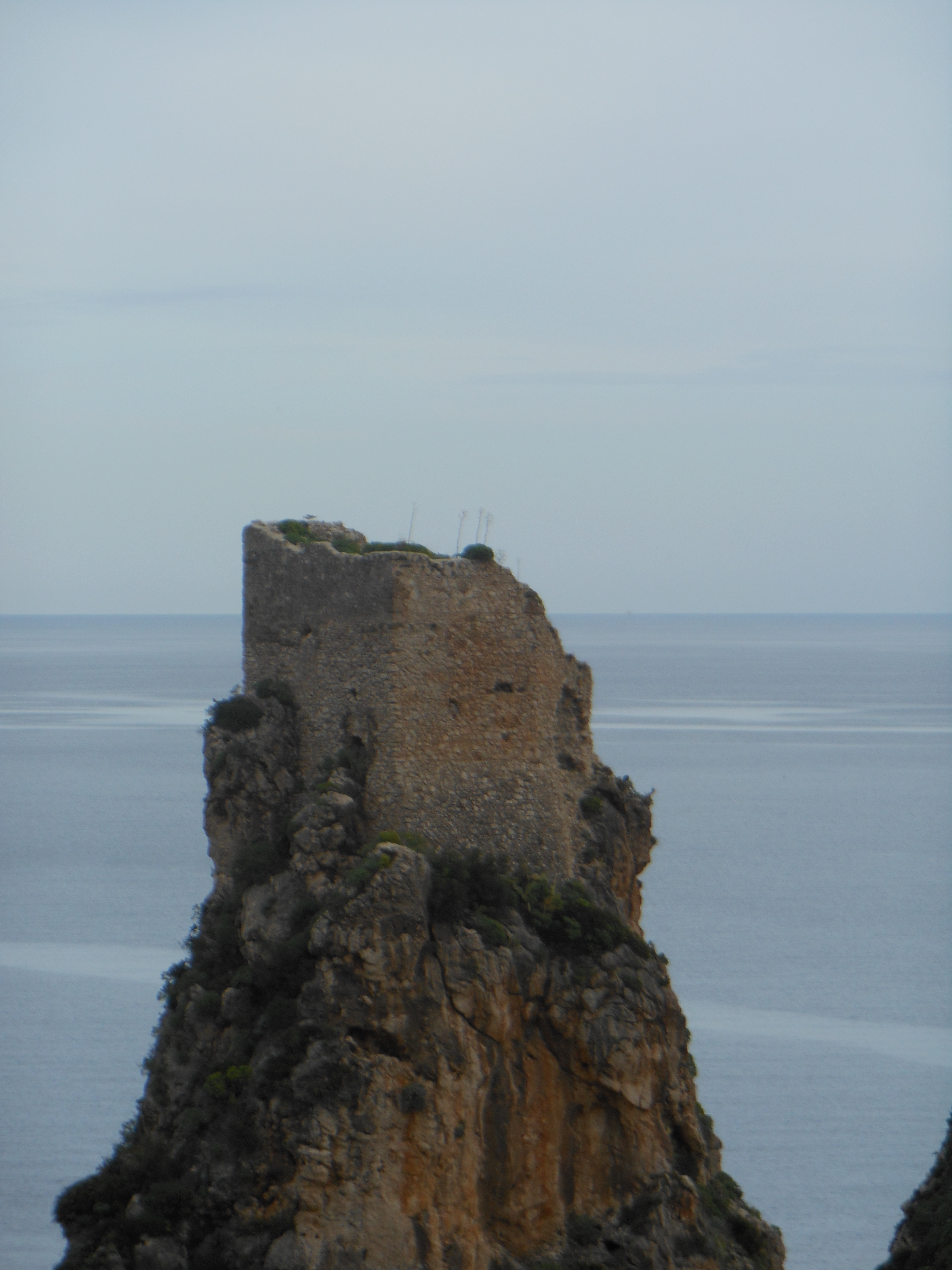
Torre di Scopello
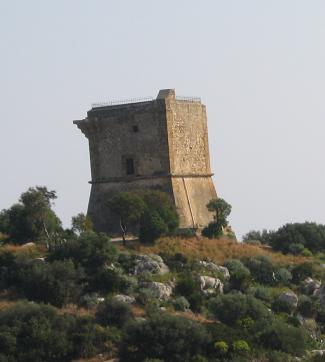
Torre Doria

### Aree naturali

#### La costa
La costa castellammarese comprende sia tratti sabbiosi (tra cui la spiaggia di sabbia finissima della "Plaja"), sia tratti rocciosi (costituiti dalle calette a nord-ovest del centro abitato).
La spiaggia "La Plaja" è la spiaggia più grande di Castellammare del Golfo. Si trova a est della città e ha inizio subito dopo la foce del fiume San Bartolomeo.
All'interno della città si trova Cala Petrolo (subito dopo Punta Nord Est, venendo dalla spiaggia La Playa) e la piccola spiaggia della marina, nei pressi del porto.
Subito oltre il braccio del porto, si trova il "Vallone delle Ferle", conosciuto anche come "Vallone San Giuseppe", dal quale comincia la zona chiamata Pirale ("pedale"), che arriva fino alla punta omonima, superata la quale ha inizio il tratto denominato "Costa dei Gigli", che si estende fino a un punto della costa conosciuto dai pescatori con il nome di Nasu ("naso"). Proseguendo lungo questo tratto di costa, voltandosi indietro si ha sempre modo di vedere il paese, cosa non più possibile una volta superata la cosiddetta "Porta" ('N testa a la porta).
Oltrepassata la "Porta" si ha una piccola insenatura chiamata Vucciria, con relative grotte, e a seguire la "Fossa dello Stinco", contraddistinta da un'alta falesia bianca detta Petri Vranchi ("pietre bianche"). Le rocce di colore bianco continuano anche oltre Punta Falconera nella successiva cala denominata, forse proprio per questo, "Cala Bianca".
Seguono, in ordine:
- Punta del Grottaro
- Cala Rossa
- Punta Gran Marinaro
- Pizzo di la 'Gna Cara
- Baia di Guidaloca (storpiatura del nome più antico e corretto Vitaloca[39])
- Puntazza
- Vruca
- Creta
- Arbi
- La tonnara di Scopello
- Cala Muschi
- Baia Luce
- Punta Pispisa
- Cala dell'Ovo
- Cala Mazzo di Sciacca.

Appena dopo Cala Mazzo di Sciacca ha inizio la Riserva Naturale Orientata dello Zingaro, che si estende tra i comuni di Castellammare del Golfo e San Vito Lo Capo.

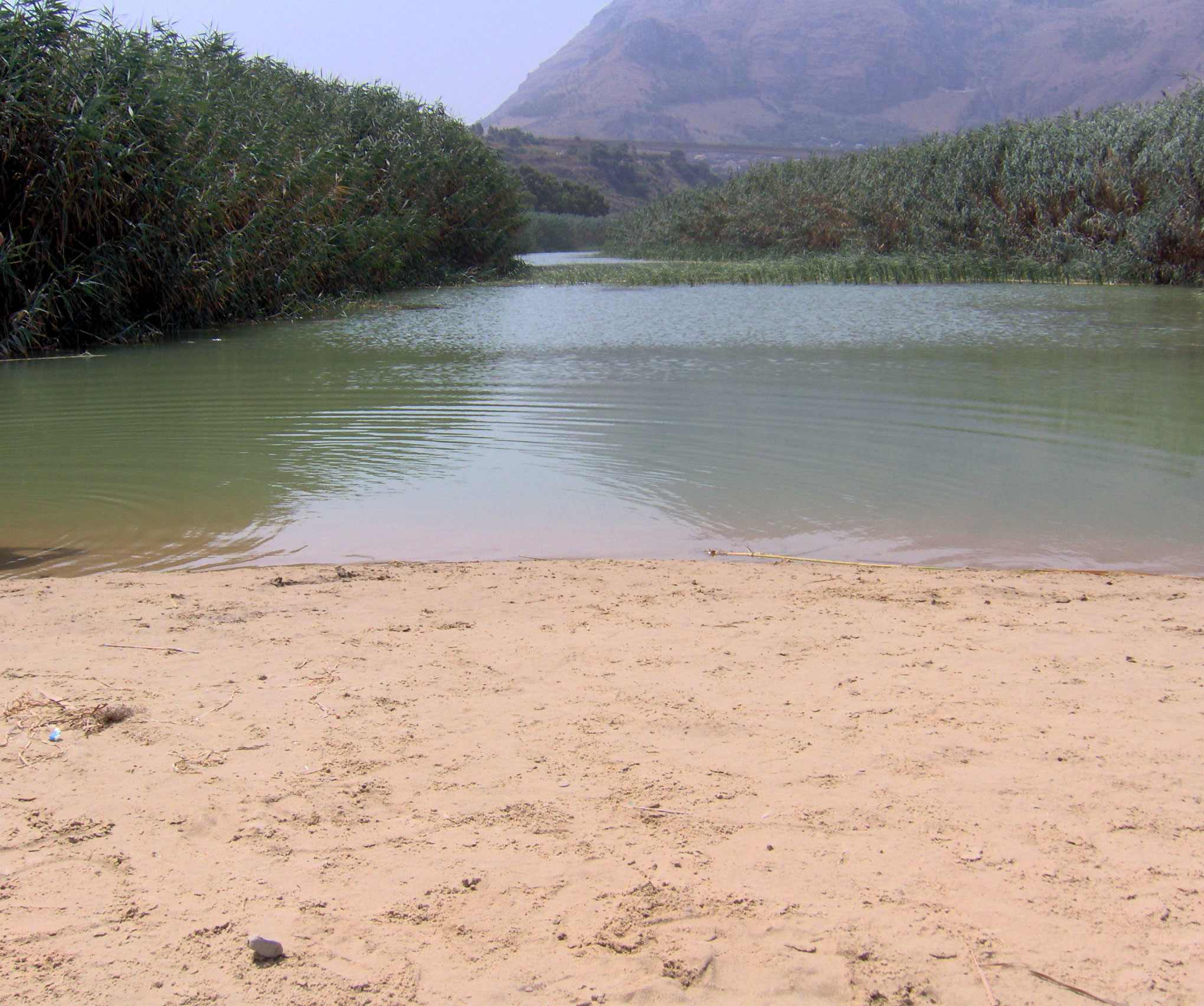
La foce del fiume San Bartolomeo
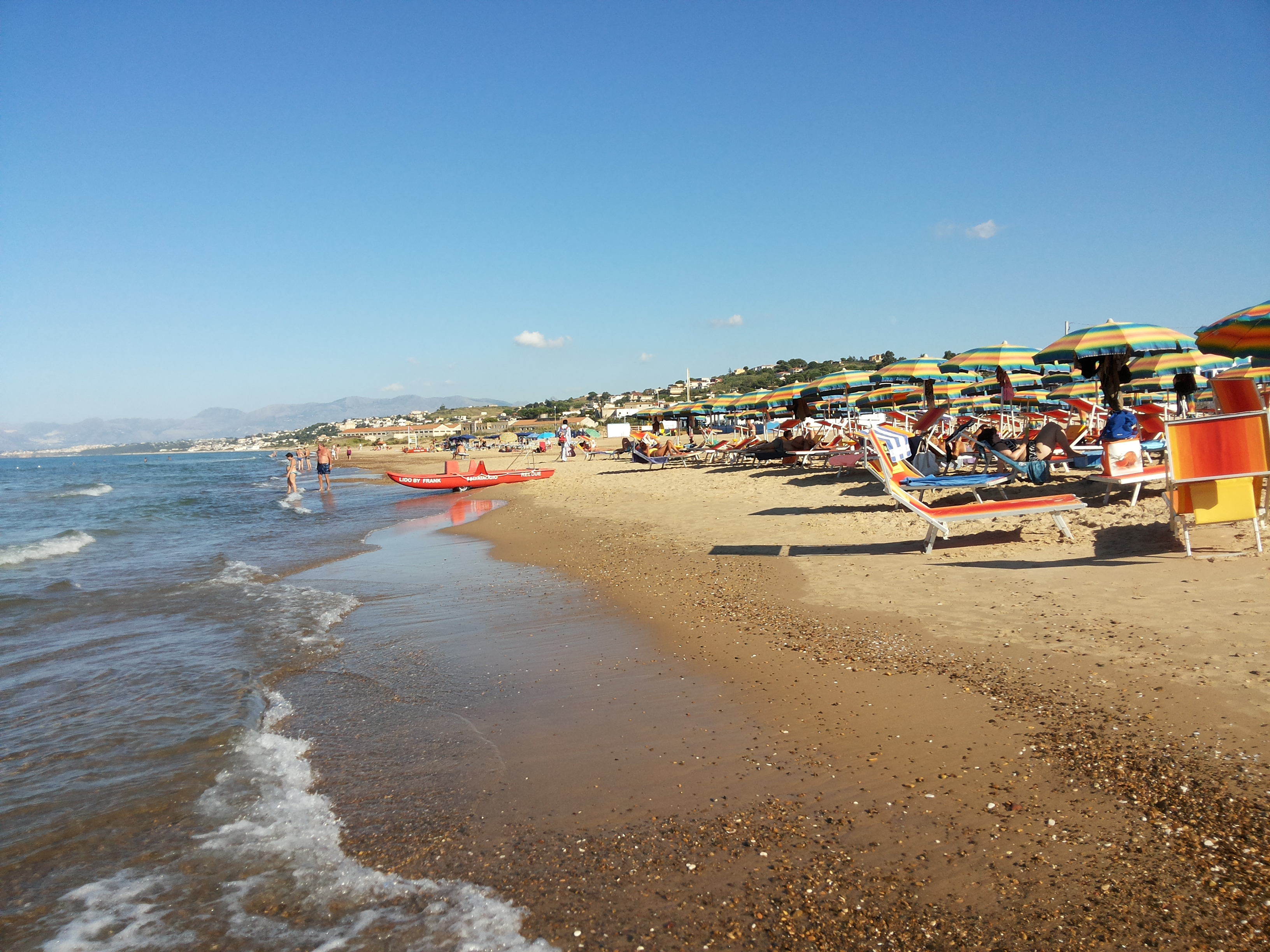
La spiaggia "La Plaja"
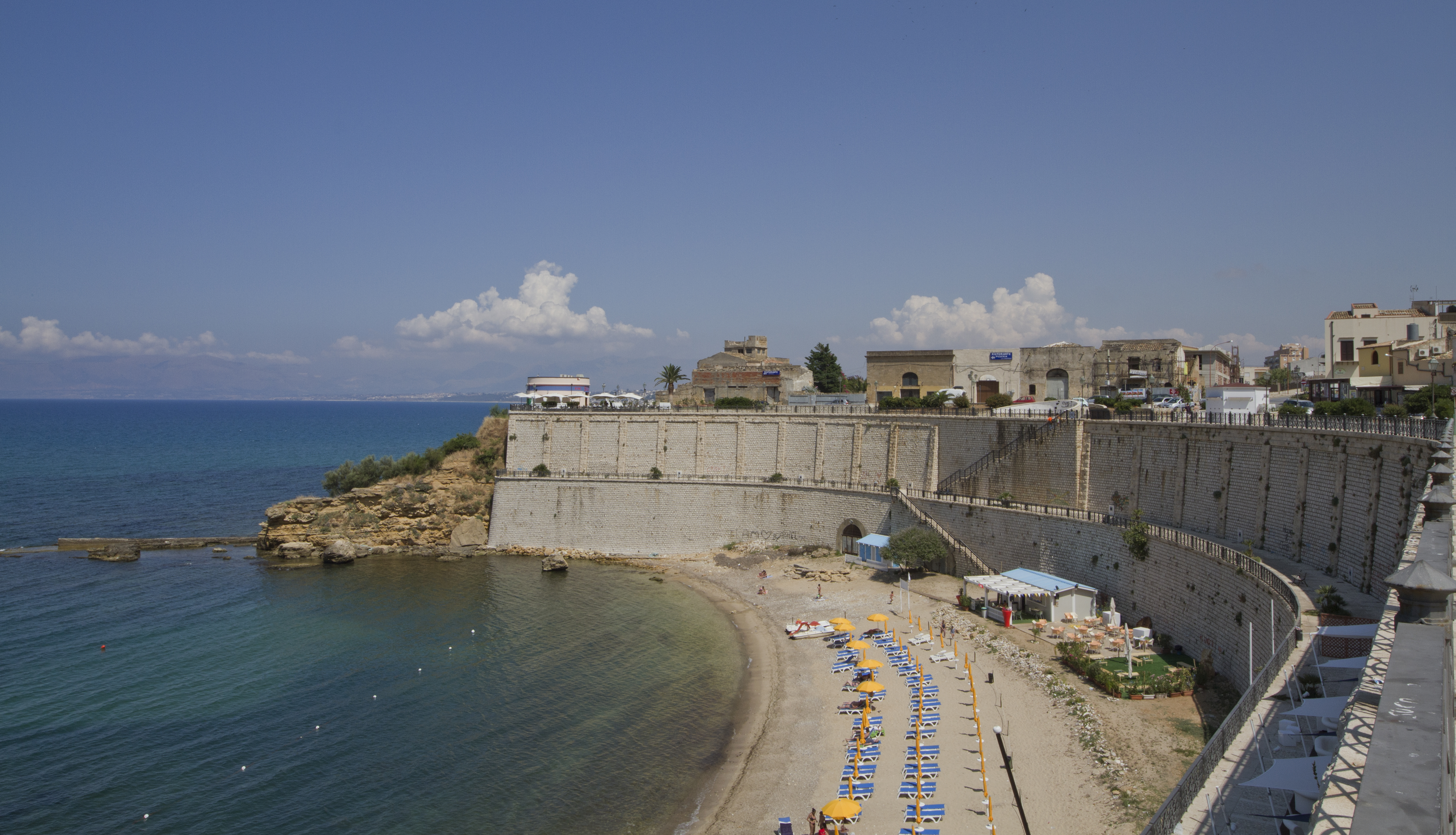
Cala Petrolo
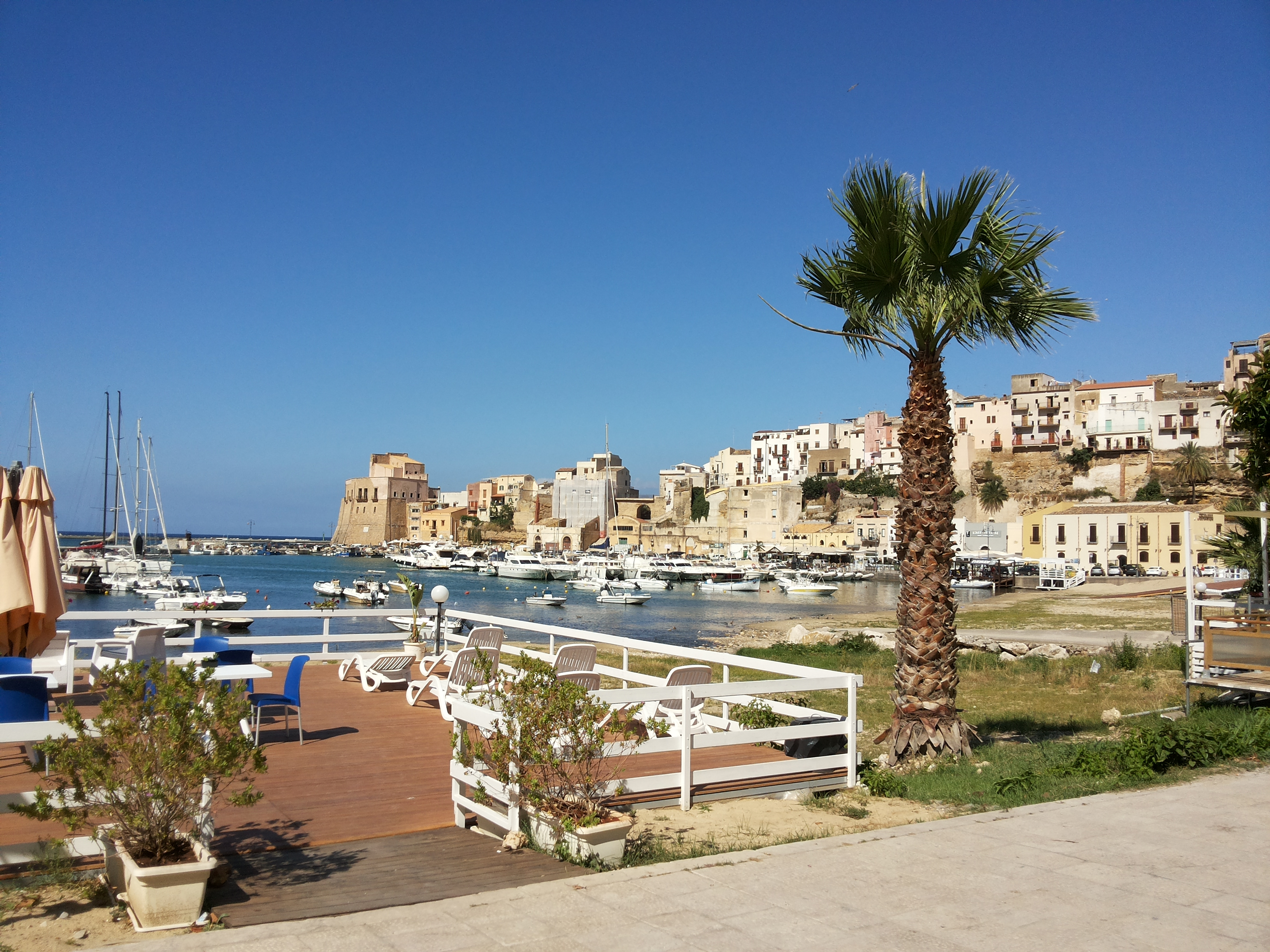
La marina di Castellammare del Golfo
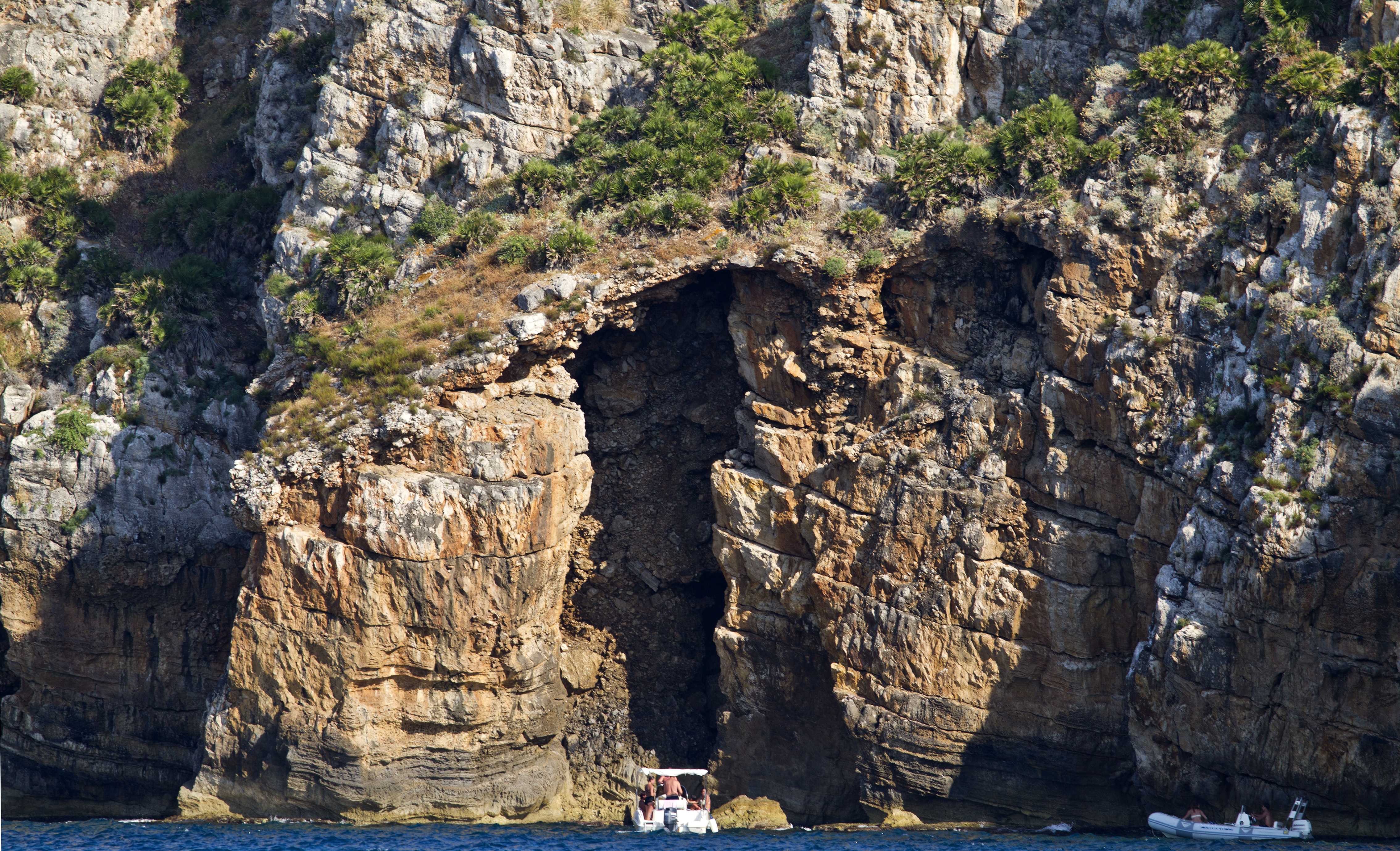
Una parete della costa rocciosa a Cala Bianca
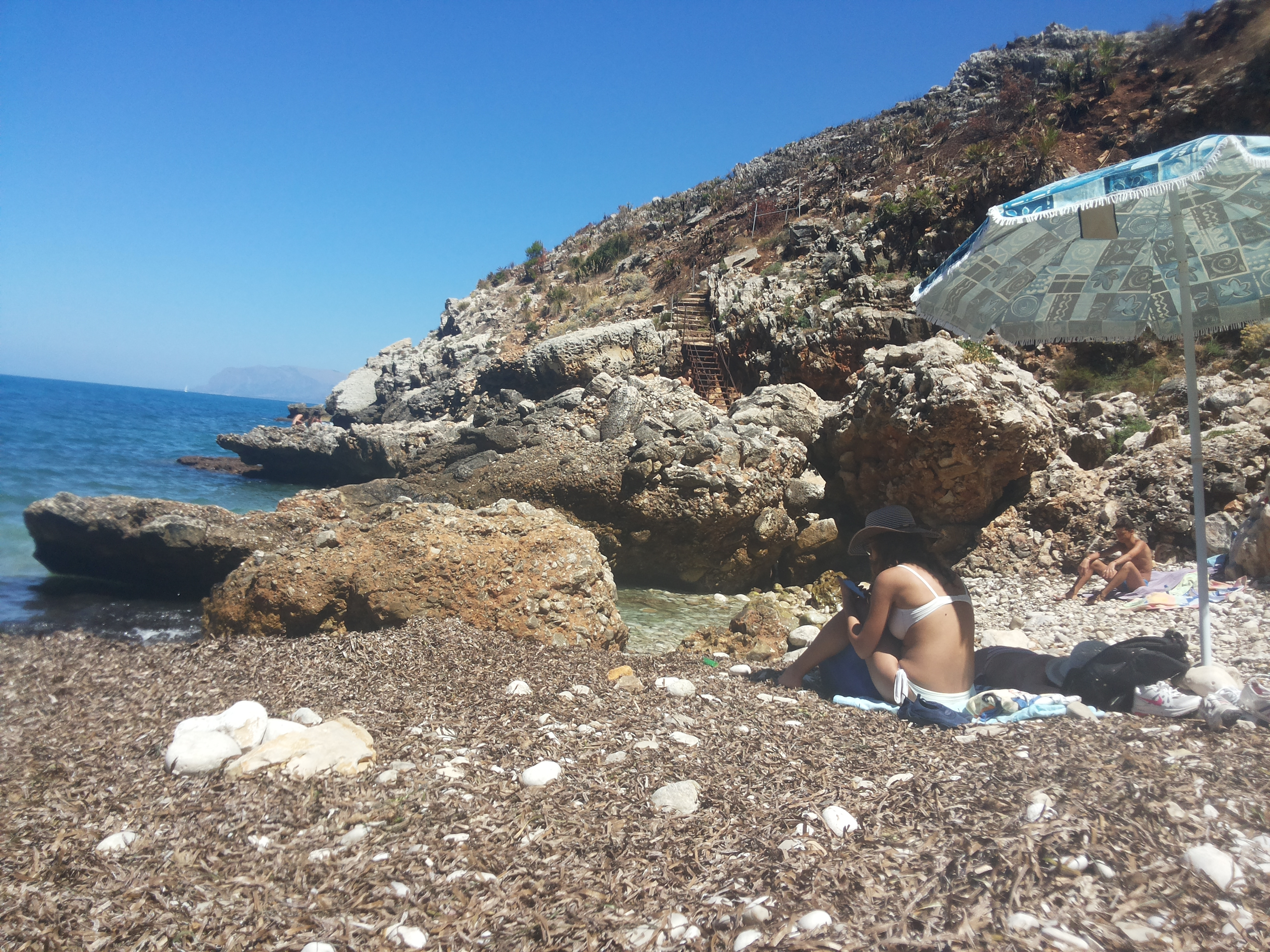
Cala Rossa
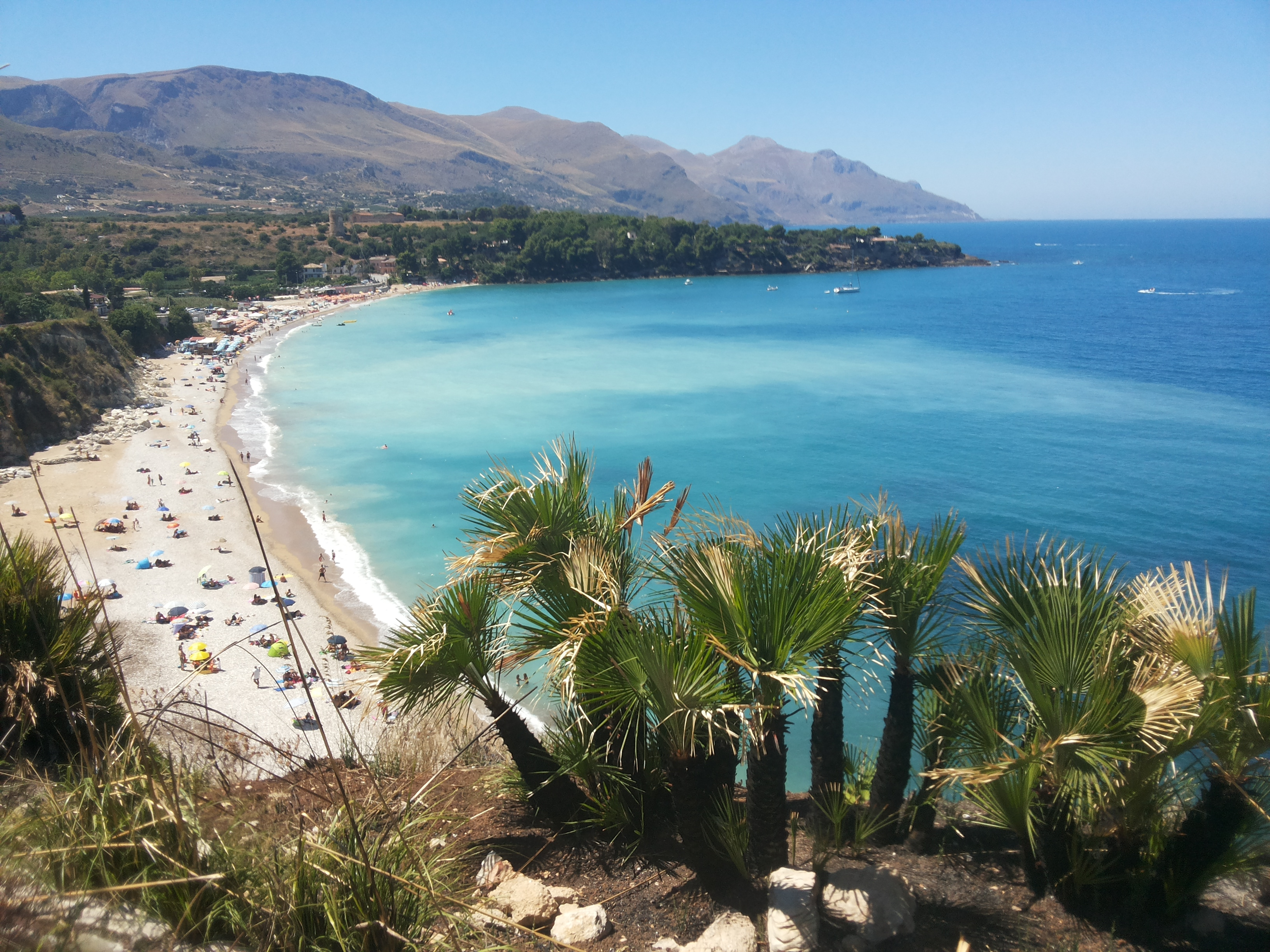
Baia di Guidaloca
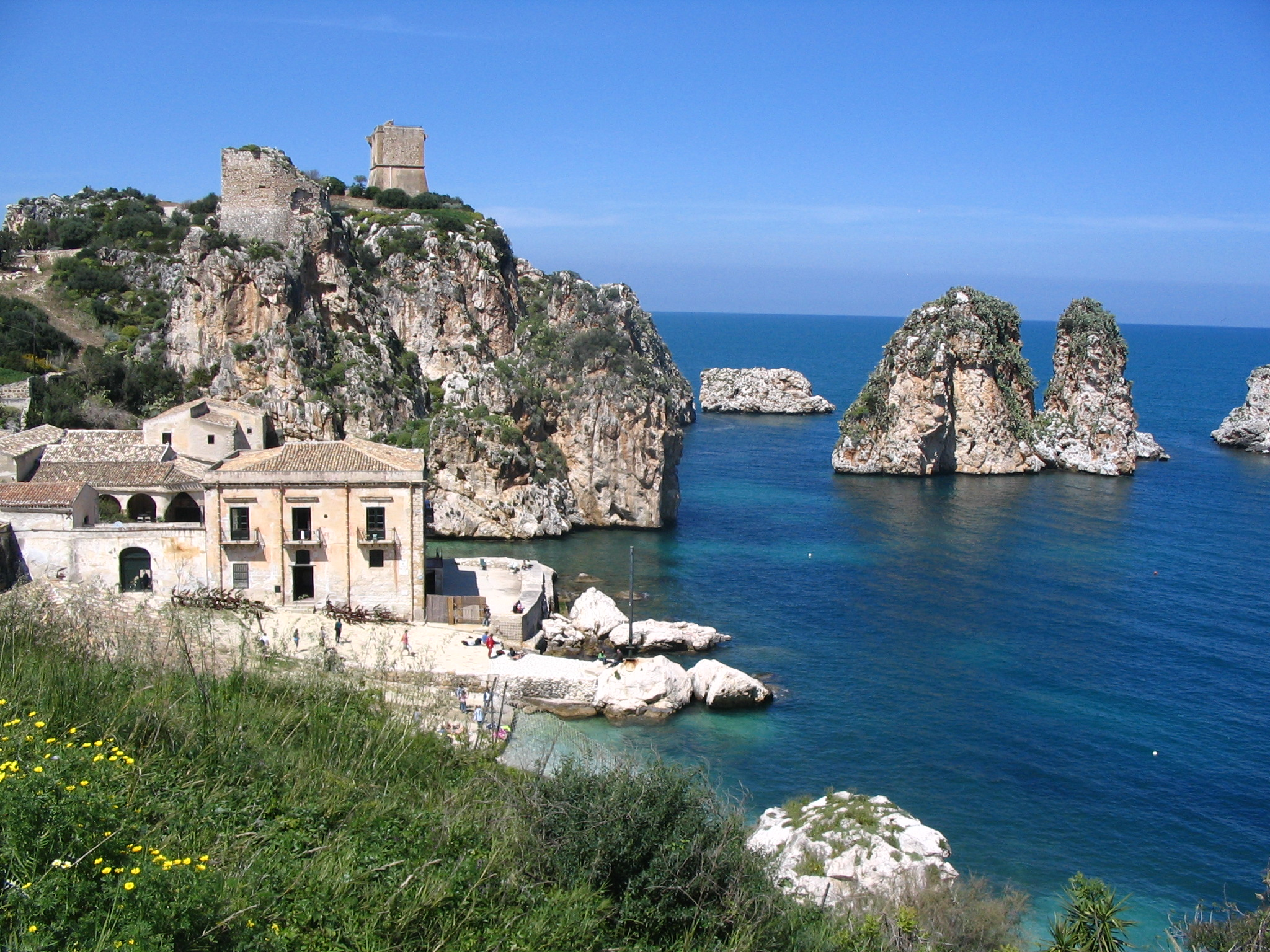
La tonnara di Scopello
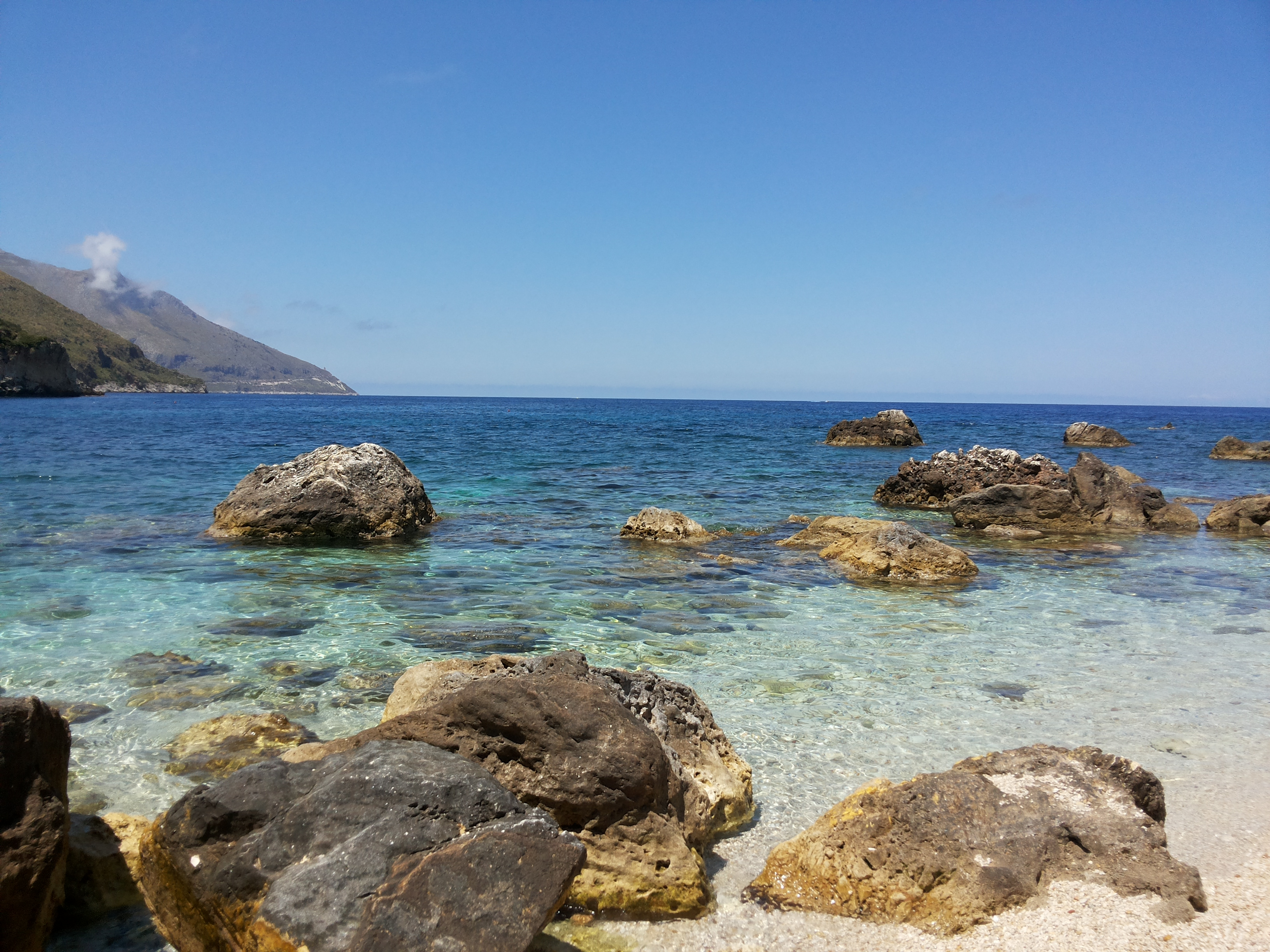
Cala Mazzo di Sciacca
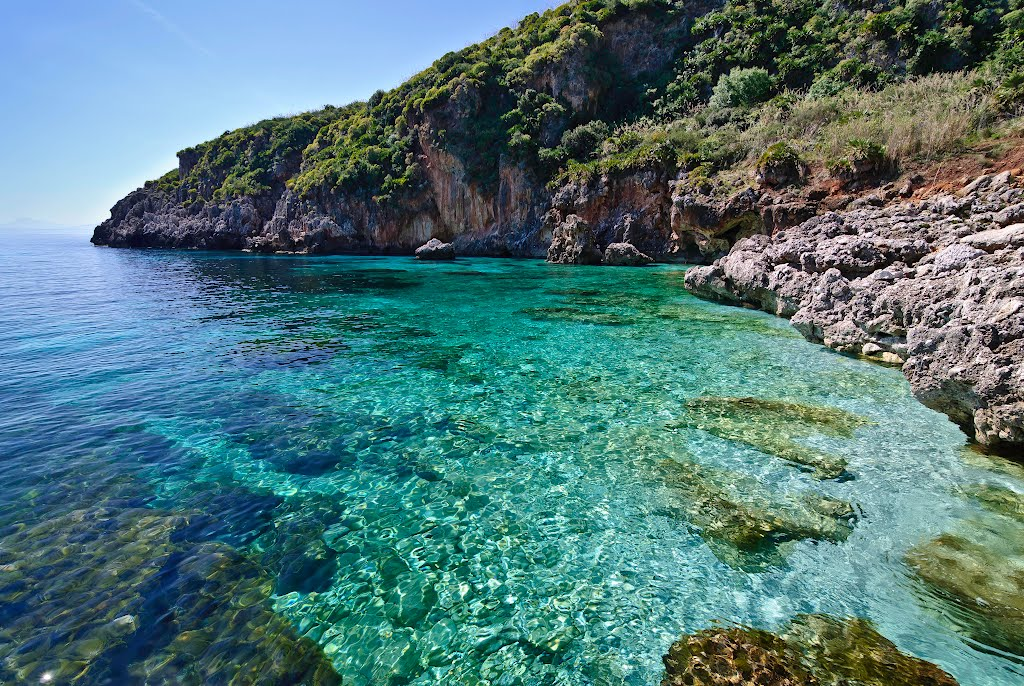
Una caletta della Riserva Naturale Orientata dello Zingaro

#### Grotte
Sia sul massiccio del Monte Inici sia sulle pareti prospicienti il mare e sotto di esso, sono presenti diverse grotte:
- Grotta di S. Margherita: si trova su una parete a strapiombo a 15 metri sul livello del mare. Sulle pareti laterali dell'ampia grotta si scorgono diverse pitture databili tra il XIII e il XIV secolo: una Madonna con Bambino, affiancata da un Santo e da un altro pannello a destra, contenente un personaggio non identificato, che indossa all'apparenza un manto serico decorato e svolazzante; in fondo un grande pesce ed una Santa circondata da Angeli; sul lato opposto, a sinistra dell'ingresso, una Crocifissione ed altre figure[40]. Nelle vicinanze della grotta sono state rinvenute tracce di un impianto per la lavorazione del pesce e la produzione del garum[41];
- Grotta della Ficarella: è una grotta subacquea nella riserva naturale dello Zingaro. Si accede a 14 metri di profondità attraversando un ampio cunicolo che arriva a una grande stanza sul livello del mare dove è possibile togliersi l'erogatore e ammirare le pareti della grotta;
- Grotta dell'Eremita anche detta "grotta del cavallo": ubicata nel complesso montuoso di Monte Inici si sviluppa per 4.500 metri con un dislivello di 310 metri[42];
- Abisso dei Cocci con uno sviluppo di 2.000 metri e un dislivello complessivo di 420 metri[42].

#### Terme Segestane
(Plinio)

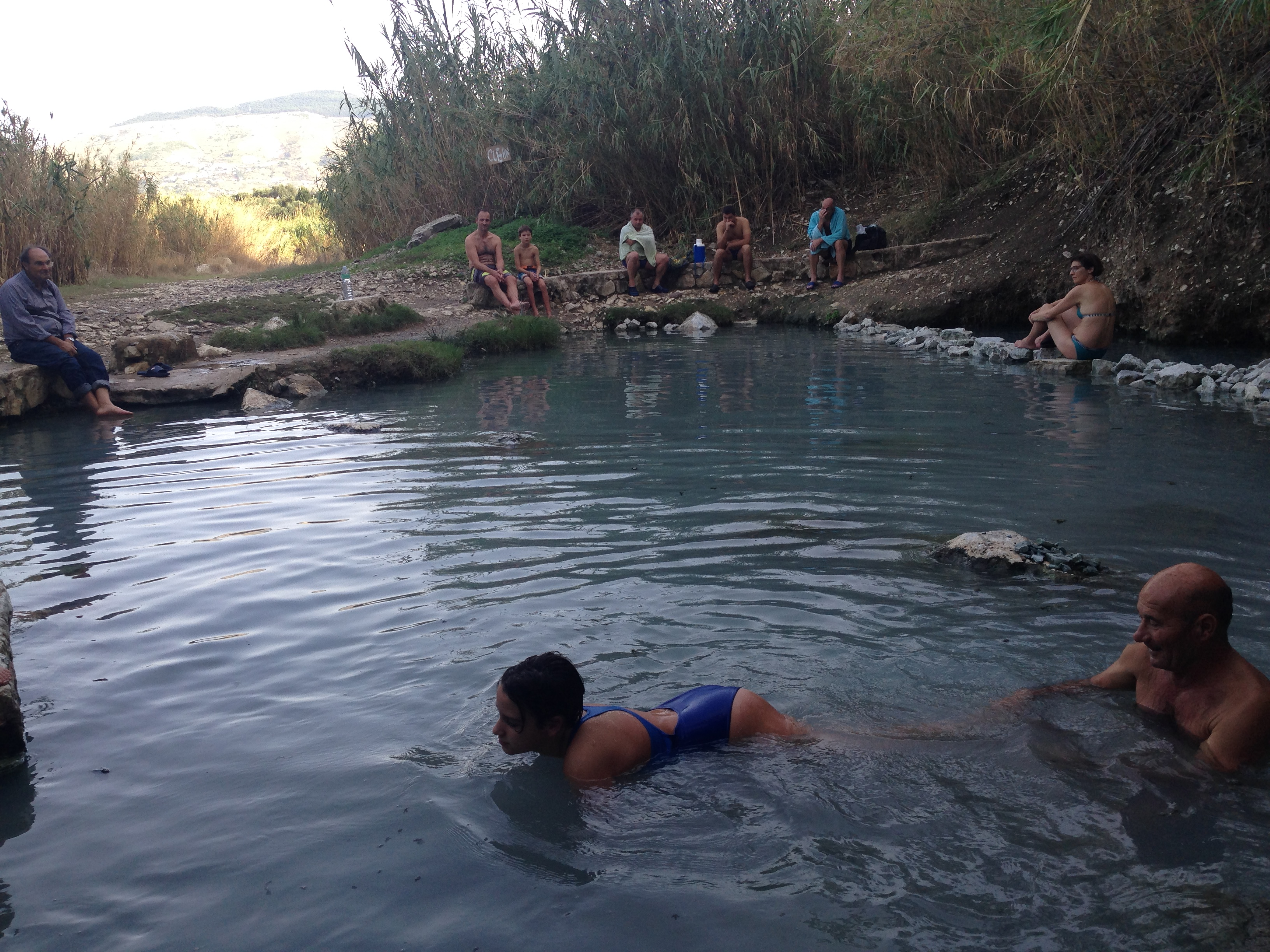
Un "gorgo" delle terme segestane

Situate in contrada Ponte Bagni, fanno parte del gruppo di sorgenti che sgorgano lungo una faglia alle falde del Monte Inici, confluenti nel Fiume Caldo. Note e sfruttate sin dall'antichità, corrispondono alla statio delle Aquae Segestanae sive Pincianae riportata nell'Itinerarium Antonini. Nel XII secolo erano conosciute col nome arabo al-hammah ("il bagno termale").
Attualmente le Terme segestane dispongono di uno stabilimento termale realizzato nel 1958 e ampliato nel 1990. L'acqua sulfurea, a una temperatura di circa 44 °C, alimenta due piscine termali e la Grotta Regina, una sauna naturale di epoca romana.
Nella collina sovrastante l'attuale stabilimento sono situati i resti archeologici e il castello di Calathamet (Qalat al-hammah, "la rocca dei bagni"). Ai piedi del rilievo di Calathamet (circa 500 m a est), su un territorio esteso più di tre ettari, si trova invece il grande sito archeologico di Ponte Bagni, per il quale, a differenza di Calathamet, sembra certa una lunga continuità di vita attraverso i periodi romano, bizantino e islamico. Le Aquae Segestanae dell'Itinerarium sono da identificarsi precisamente con questo sito.

#### Villa comunale Regina Margherita

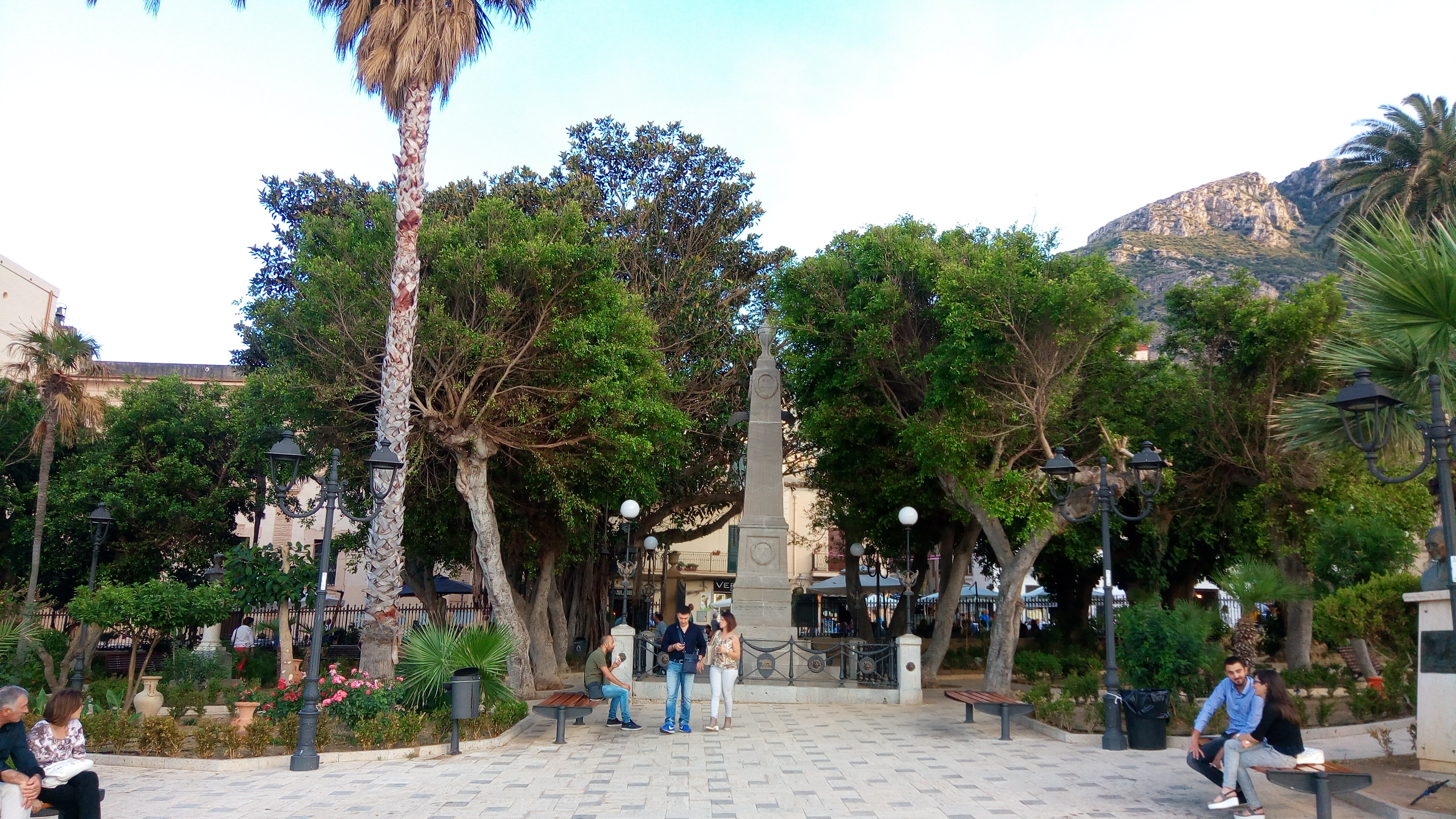
Interno della villa

All'interno del centro abitato, si trova la villa comunale Regina Margherita, classificata come "giardini sul paesaggio", da cui è possibile ammirare il panorama sottostante del centro storico e del porto di Castellammare del Golfo, quest'ultimo raggiungibile dalla villa stessa attraverso una lunga scalinata che attraversa le diverse terrazze della villa. La vegetazione comprende palme da datteri e diverse specie esotiche, tra cui gli imponenti Ficus benjamina, che si trovano all'ingresso. Al centro della villa si trova un monumento ai caduti della prima guerra mondiale, voluto dagli emigrati nel Nord America.

### Cetaria
In tutte le mappe antiche figura il nome di Cetaria in prossimità dell'attuale Scopello, come località marina. Essa veniva posta in rilievo al pari di Drepanon, Eryx e Panormus. La prima menzione risale a Tolomeo. Il nome Chiteja era attribuito alla città per la prevalenza della pesca del tonno, dal greco "chitos"; gli abitanti erano chiamati da Plinio Citari. Secondo vari studiosi essa sarebbe da identificare con il sito archeologico tardo romano che si trova nel tratto di costa che da Guidaloca (Vitaloca) va precisamente alla Cala Alberelli nella zona detta Li Arbi, su un territorio pianeggiante a sud-est dello scoglio Funcia. È ipotizzabile la presenza di un'area industriale per la preparazione di materiali ceramici (in particolare anfore). Tale ipotesi sarebbe avvalorata dalla presenza di alcuni cumuli di materiali di scarto, tipici di fornaci, e residui di lavorazione.

## Società

### Evoluzione demografica
Abitanti censiti

## Cultura

### Musei
- All'interno del castello è ospitato un Polo Museale "La memoria del Mediterraneo" che include una sezione archeologica e una delle attività marinaresche. Inoltre il castello ospita il Museo Etno-Antropologico Annalisa Buccellato che ripercorre i diversi aspetti della civiltà contadina attraverso oggetti di uso quotidiano legati alle coltivazioni agricole e ai mestieri artigiani.
- Museo Naturalistico (Riserva Naturale dello Zingaro - Castellammare del Golfo)
- Museo del mare (via Pietro Mascagni, 1 - Castellammare del Golfo). Vuole far conoscere alla collettività le tradizioni, la storia e i modi di essere della comunità marinara.[47]

### Cinema e televisione
Castellammare è stata utilizzata come location per molti film fra cui:
- Turi della tonnara (1946)[49]
- Alle origini della mafia, serie televisiva (1976)
- Jo Gaillard, serie televisiva francese (1975)
- Il Siciliano (1987)
- Felipe ha gli occhi azzurri, serie televisiva italo-tedesca (1991)
- La scorta (1993)
- Mario e il Mago (1994)
- Avenging Angelo - Vendicando Angelo (2002)
- My Name Is Tanino (2002)
- Commissario Montalbano, 4ª stagione 1º episodio "Il senso del tatto"
- Cefalonia, serie TV (2005)
- Ocean's Twelve
- Largo Winch[50]
- Leaves of the tree[51]
- Tini - La nuova vita di Violetta (2016)
- Màkari (2020)
- Un mondo Sotto Social (2021)
- Indiana Jones 5 (2021)

## Geografia antropica

### Frazioni e località
- Balata di Baida è una frazione situata nella campagna a circa 9 km dal capoluogo comunale e conta circa 250 abitanti.
- Castello di Baida è una costruzione di cui rimangono alcuni tratti delle vecchie mura, i ruderi dei torrioni ottagonali posti ai quattro lati della costruzione e il prospetto sormontato da merli[52].
- Guidaloca (storpiatura del nome Vitaloca[39]) è una baia a metà strada tra il paese e la Riserva, limitata dal Pizzo di la 'Gna Cara e dalla Puntazza. Al suo interno si trova una grande spiaggia a forma d'arco formata da ciottoli, lunga circa 400 metri. Sul lato ovest della "cala" è presente una torre cilindrica risalente al XVI secolo, posta a guardia di quel tratto di costa[35]. Sia la torre sia la baia prendono il nome dal vicino torrente detto Vitaloca, con derivazione dall'arabo Wadi-Vattali ("fiumiciattolo"), poi storpiato nella traduzione in italiano[39]. Nel corso delle ricerche per individuare l'antica città di Cetaria, tra Guidaloca e Scopello furono rinvenuti i resti di alcune fornaci e in prossimità della riva di Guidaloca i resti di un relitto di una nave da carico che portava colonne e altri elementi architettonici databile probabilmente ai primi secoli dopo Cristo[41].
- Fraginesi è una vasta vallata che si stende fra il "monte Sparagio", il "monte Inici" e il mare della baia di Guidaloca. Il nome deriva dalla locuzione "Li fara ginisi" (con il significato di "vampe di carbone - cenere") e si riferisce all'uso di ricavare combustibile da vitigni o legname accatastati. In passato località di campagna è oggi sede di villeggiatura. Vi si accede dalla strada statale 187.
- Castello di Inici, del quale rimangono le mura esterne e alcuni ambienti interni, è una costruzione fortificata ai piedi del massiccio del Monte Inici, storica residenza dei baroni Sanclemente; la torre crollata nel 1998 risaliva presumibilmente all'XII secolo e da essa, nel corso dei secoli, si sviluppò il primo cortile a cui, nella seconda metà del Seicento, se ne aggiunse un secondo.
- Cala Petrolo: è la spiaggia a est del castello. La massicciata in pietra fu realizzata tra il secondo dopoguerra e la fine degli anni cinquanta andando a coprire la parete di tufo nella quale si aprivano grotte che comunicavano con il piano superiore attraverso pozzi nei quali veniva fatto scorrere il grano da caricare. Sulla stessa parete si ergevano magazzini e un mulino[12].
- Scopello è una frazione, con circa 80 abitanti[53], cresciuta attorno a un antico baglio, distante poco più di 10 km dal capoluogo comunale.
- Tonnara di Scopello è una tonnara tra le più antiche dell'isola: la torre e il modesto nucleo iniziale risalgono al XIII secolo, a partire dal 1468 i Sanclemente ampliano notevolmente la struttura che assume così un aspetto non molto dissimile da quello attuale, nel XVII secolo i Gesuiti realizzarono alcune opere di ampliamento e miglioramento e dal 1874 i suoi 2/8 furono acquisiti da Ignazio Florio[54].

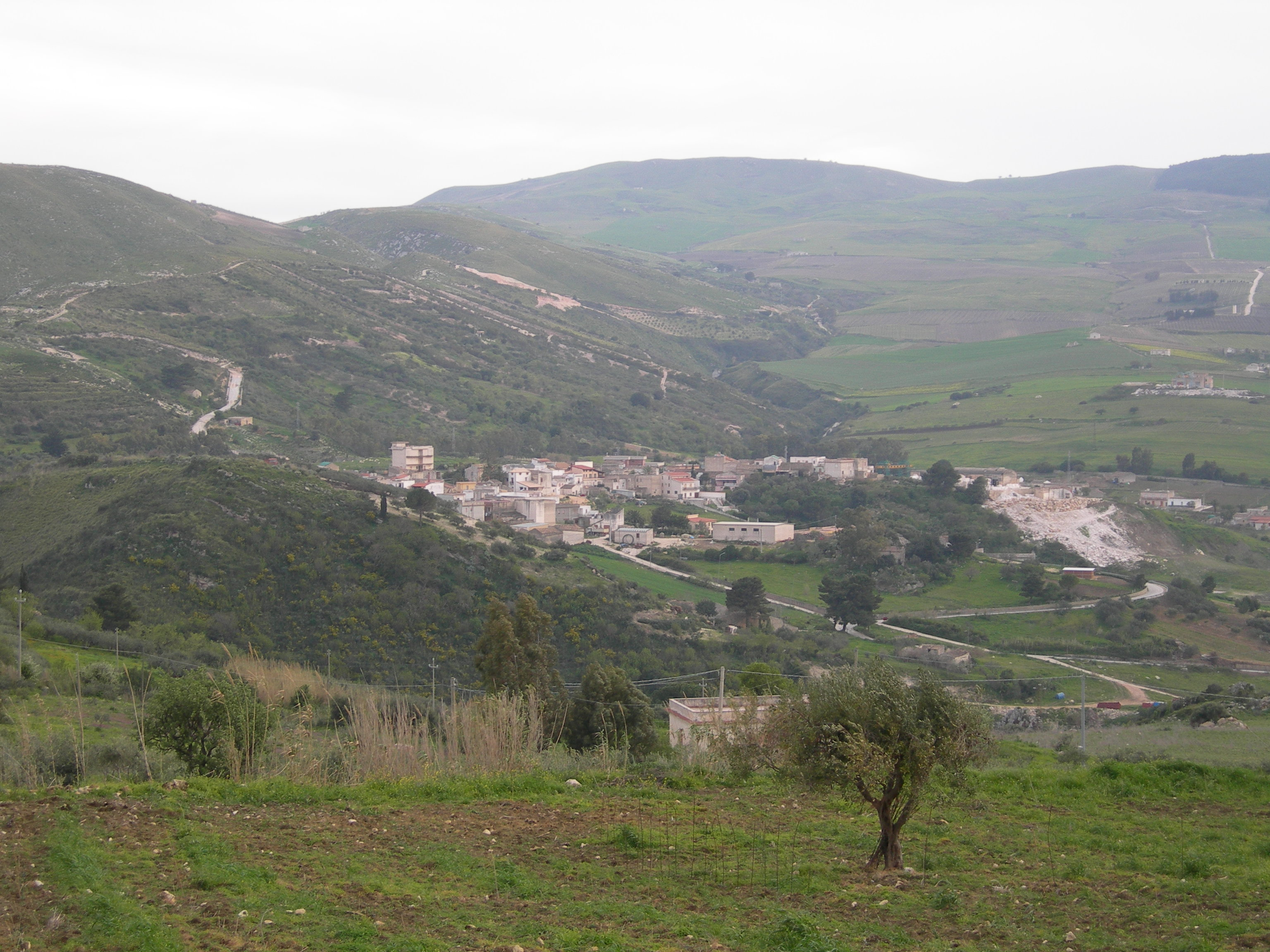
Veduta della frazione di Balata di Baida
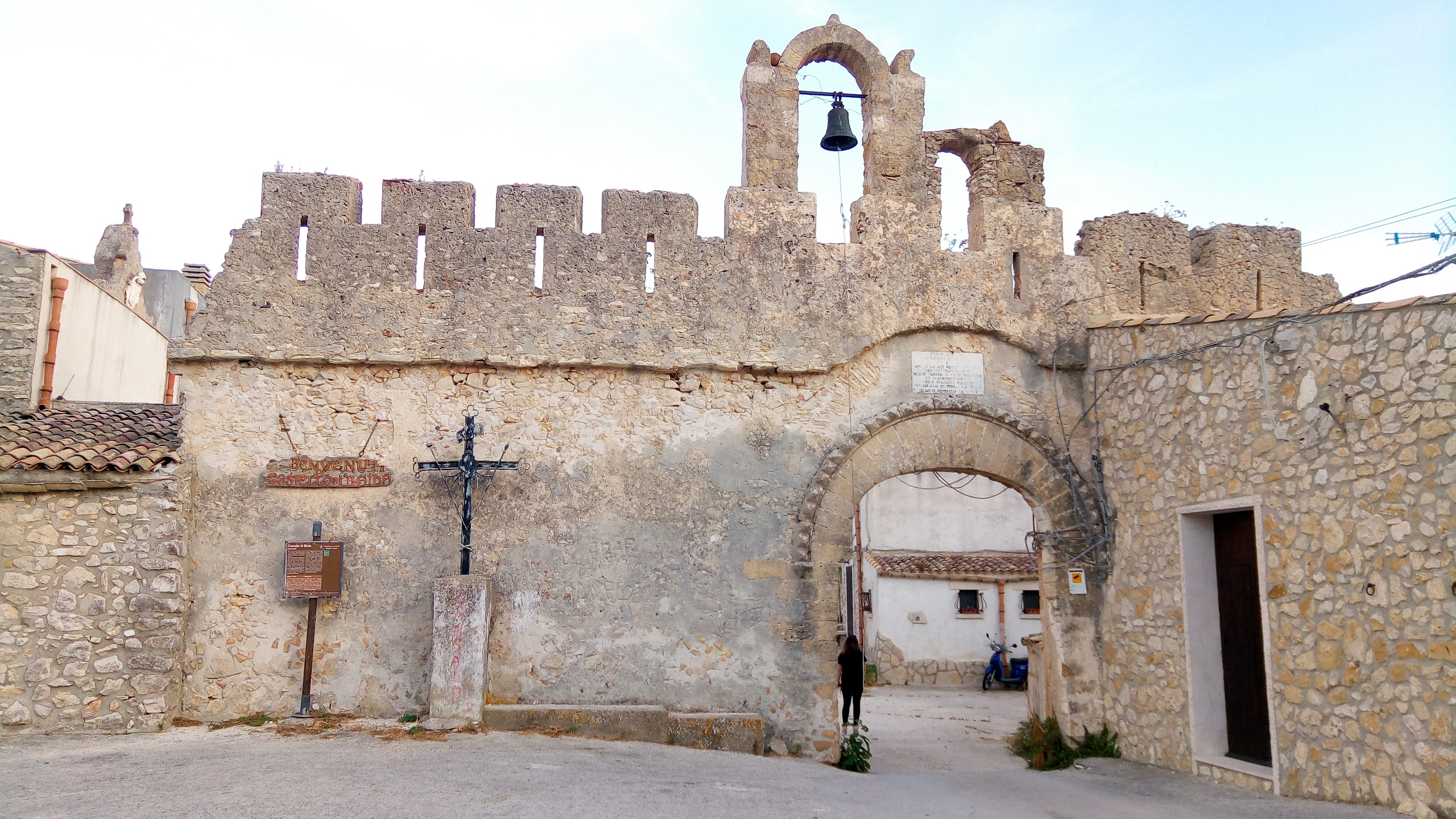
Facciata del castello di Baida
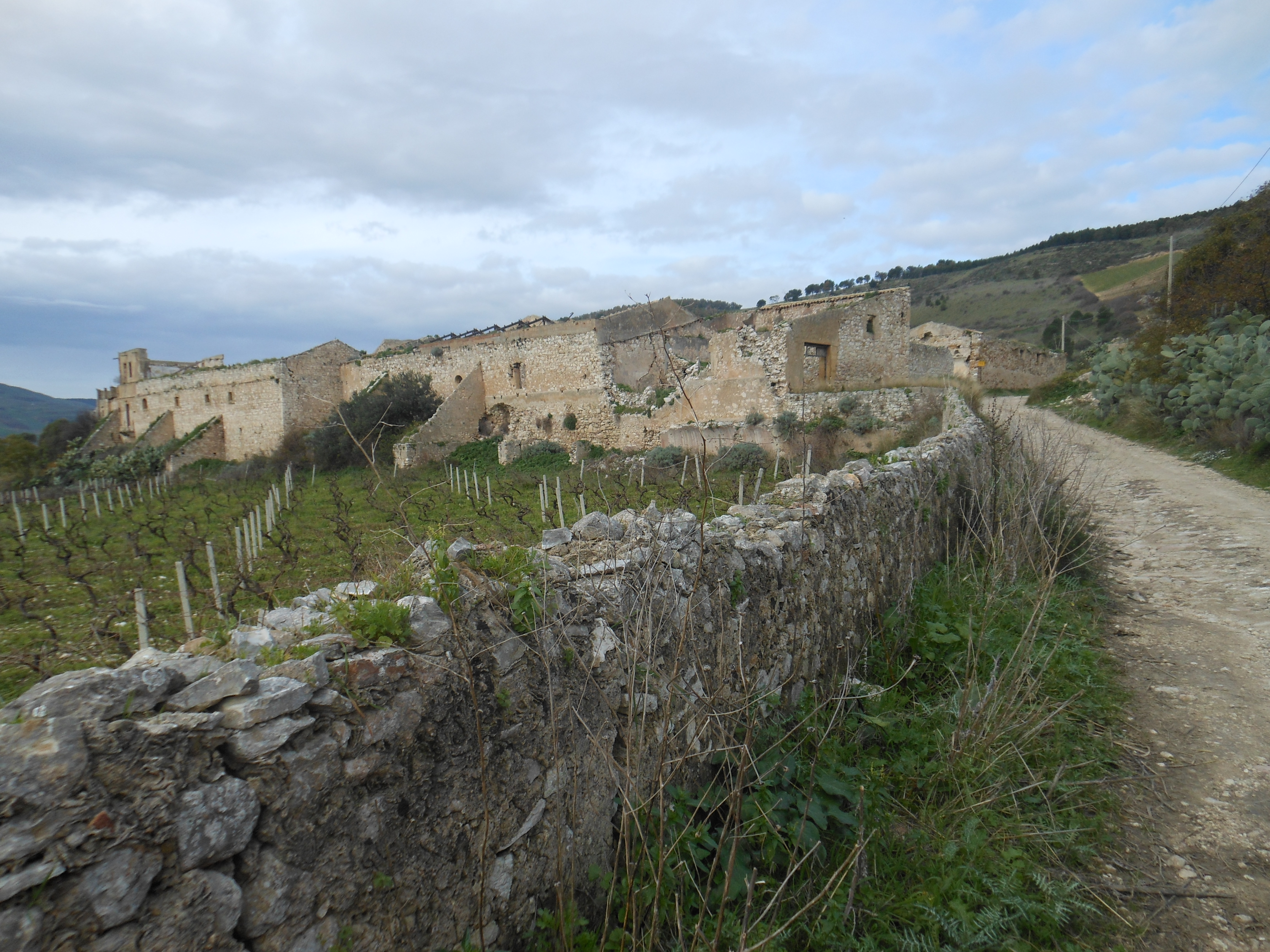
Il castello di Inici, storica residenza dei baroni Sanclemente, che vi ospitarono Carlo V
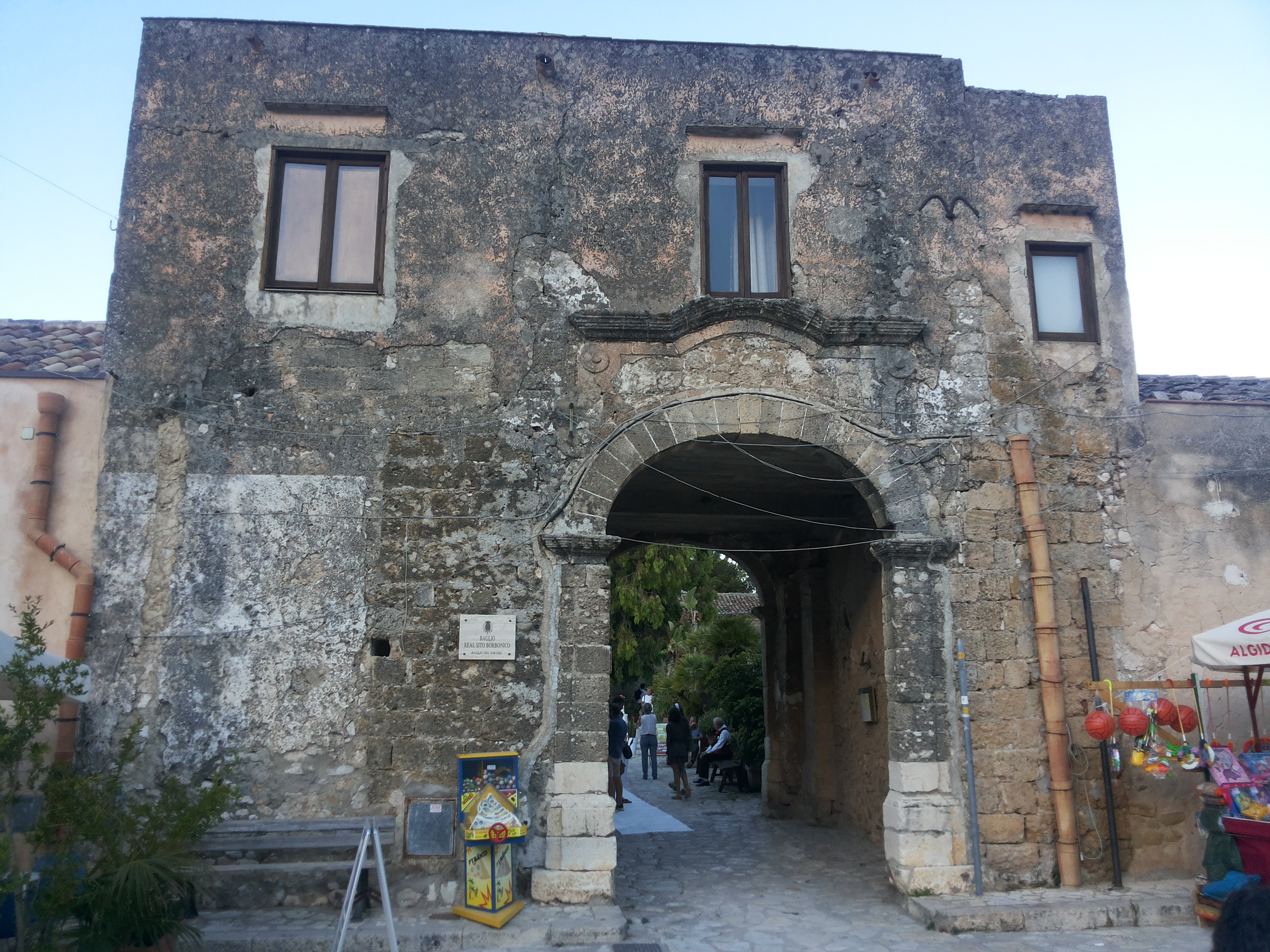
Ingresso del baglio di Scopello

## Economia
In passato, la pesca era tra le attività economiche di maggior rilievo a Castellammare del Golfo e più in generale nei centri abitati che si affacciano sul golfo di Castellammare, dove erano attive diverse tonnare fino alla metà degli anni ottanta, quattro di queste (Secco, Scopello, Castellammare, Magazzinazzi) con relativo indotto di lavorazione davano lavoro a circa 220 addetti.
Negli anni la pesca e in parte la produzione agricola, tradizionali fonti di sostentamento della popolazione, stanno progressivamente lasciando il posto ai servizi legati al turismo. Sono cresciuti in particolari le strutture di accoglienza (bed and breakfast, alberghi) e le strutture di erogazione di servizi al turismo (diving, ristoranti, rent a car).
È tra le città del libero consorzio comunale di Trapani con maggior numero di alberghi e ristoranti.

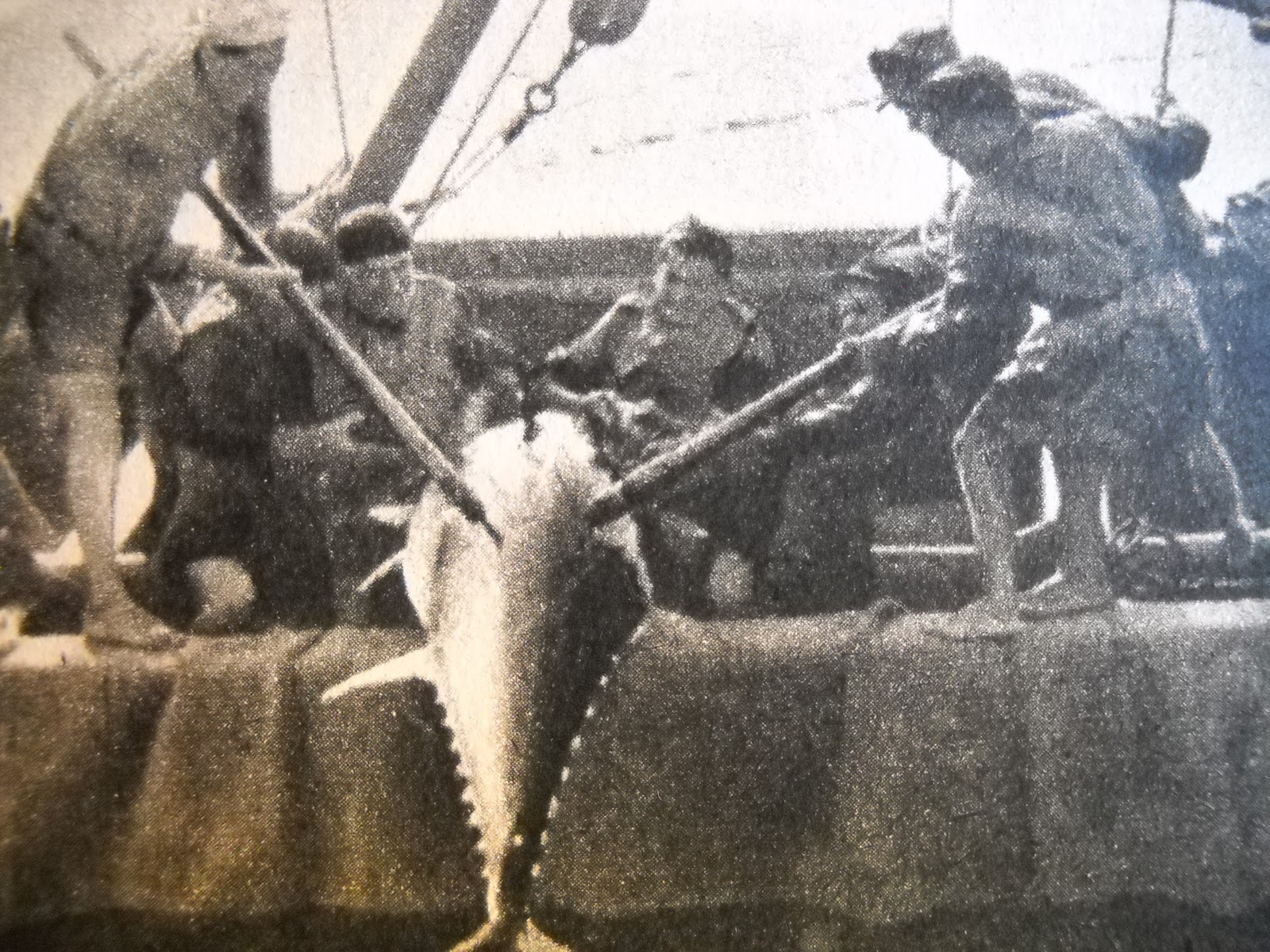
Foto d'epoca della pesca del tonno ("mattanza") nei pressi della tonnara di Scopello
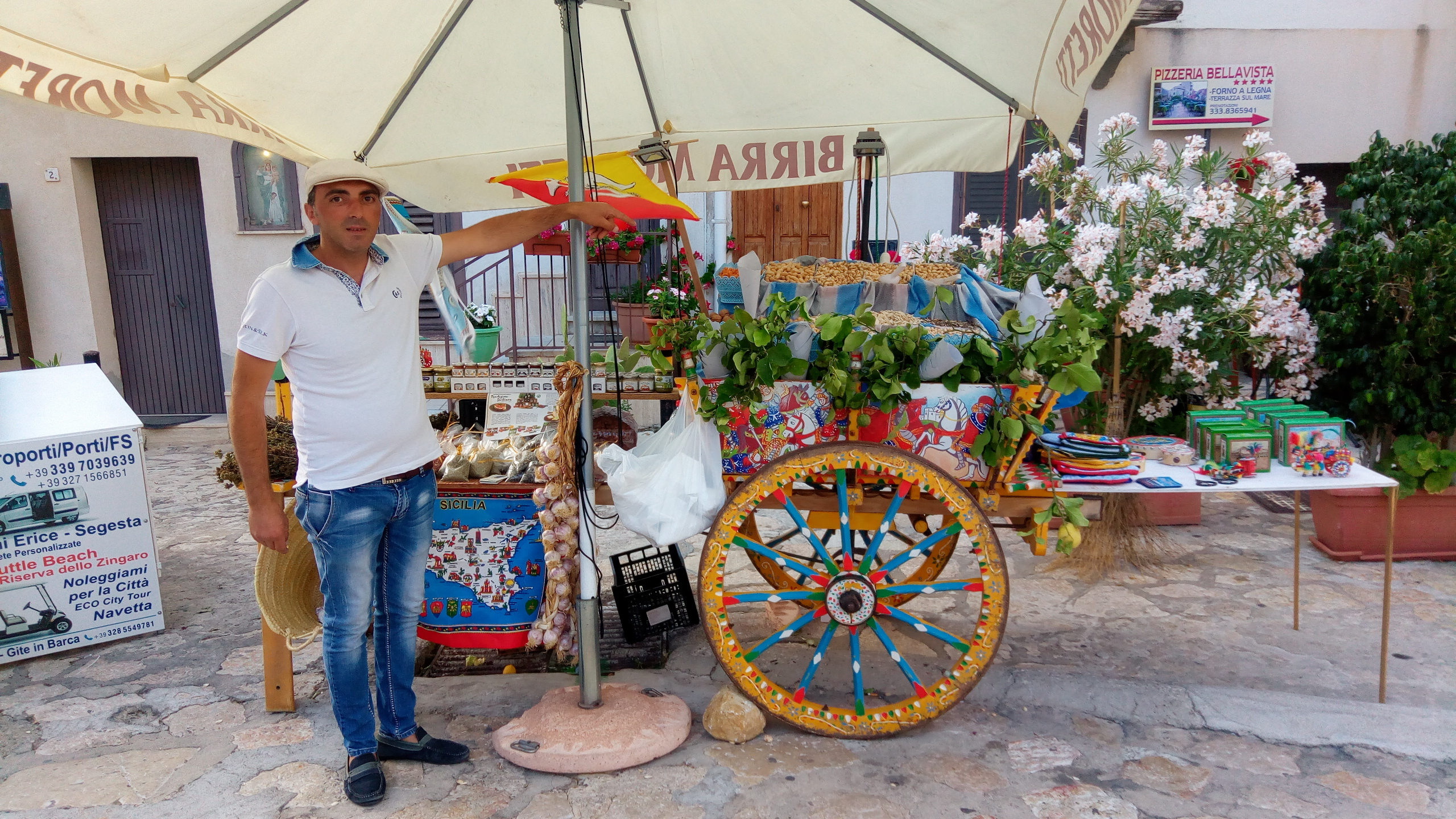
Carretto siciliano addobbato alla vendita di prodotti tipici del luogo
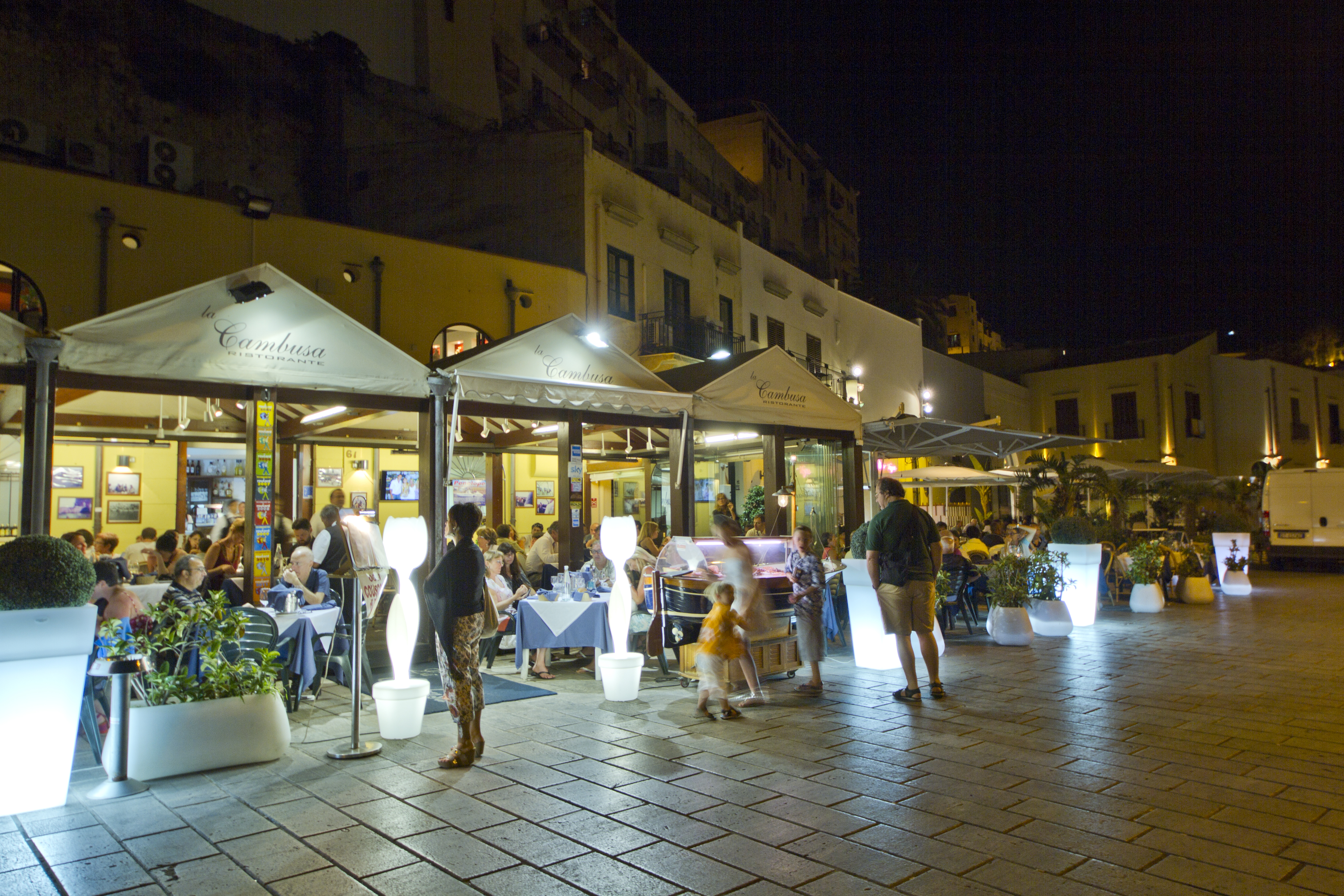
Ristorante nei pressi del porto di Castellammare del Golfo
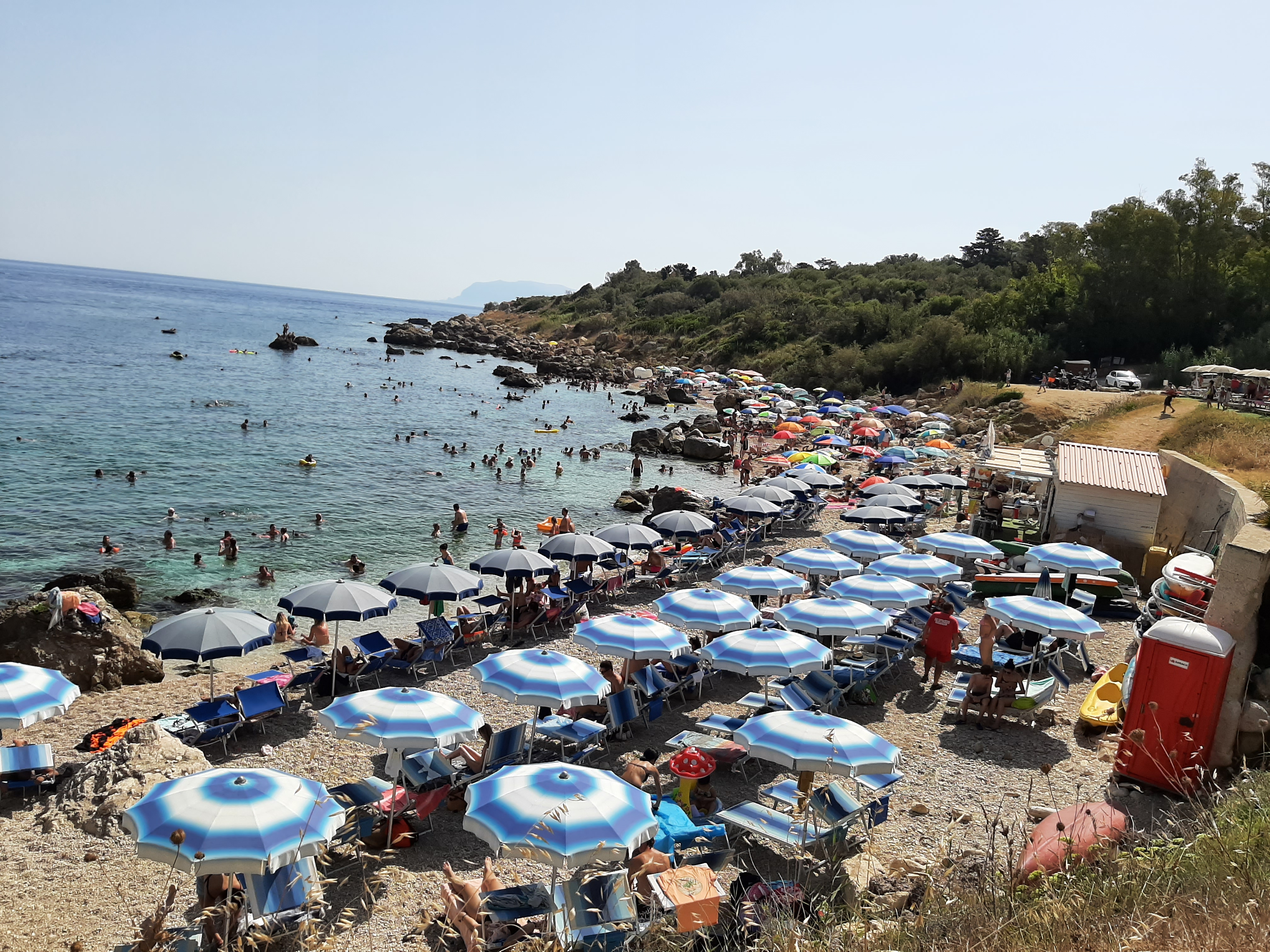
Spiaggia attrezzata con ombrelloni a Cala Mazzo di Sciacca

## Amministrazione
Di seguito è presentata una tabella relativa alle amministrazioni che si sono succedute in questo comune.
| Periodo           | Periodo           | Primo cittadino       | Partito                                 | Carica      | Note   |
| ----------------- | ----------------- | --------------------- | --------------------------------------- | ----------- | ------ |
| 13 agosto 1943    | 13 novembre 1943  | Giacomo Caiozzo       | Sindaco nominato dagli alleati          | Sindaco     | [ 55 ] |
| 14 novembre 1943  | 12 febbraio 1944  | Antonino Venza        |                                         | Comm. pref. | [ 55 ] |
| 13 febbraio 1944  | 12 luglio 1944    | Ottavio Grillo        |                                         | Sindaco     | [ 55 ] |
| 13 luglio 1944    | 6 gennaio 1945    | Antonino Barone       |                                         | Sindaco     | [ 55 ] |
| 7 gennaio 1945    | 1945              | Rocco Greco           |                                         | Comm. pref. | [ 55 ] |
| 1945              | 31 marzo 1946     | Antonino Barone       |                                         | Sindaco     | [ 55 ] |
| 1º aprile 1946    | 1º marzo 1948     | Giuseppe Plaia        |                                         | Sindaco     | [ 55 ] |
| 2 marzo 1948      | 18 agosto 1949    | Francesco Scandariato | Movimento Sociale Italiano              | Sindaco     | [ 55 ] |
| 19 agosto 1949    | 7 maggio 1950     | Giorgio Brancato      |                                         | Comm. pref. | [ 55 ] |
| 7 maggio 1950     | 27 gennaio 1952   | Giovanni Cascio       |                                         | Sindaco     | [ 55 ] |
| 28 gennaio 1952   | 13 giugno 1954    | Giuseppe Bonventre    | Democrazia Cristiana                    | Sindaco     | [ 55 ] |
| 14 giugno 1954    | novembre 1958     | Erasmo Pennolino      | Democrazia Cristiana                    | Sindaco     | [ 55 ] |
| 1959              | 4 febbraio 1961   | Antonino Barone       |                                         | Sindaco     | [ 55 ] |
| 5 febbraio 1961   | 7 maggio 1961     | Camillo Colomba       | Democrazia Cristiana                    | Sindaco     | [ 55 ] |
| 8 maggio 1961     | 17 settembre 1961 | Saverio Mazzara       | Partito Comunista Italiano              | Sindaco     | [ 55 ] |
| 18 settembre 1961 | 24 ottobre 1961   | Angelo Colomba        | Democrazia Cristiana                    | Sindaco     | [ 55 ] |
| 12 novembre 1961  | dicembre 1961     | Antonino Scandariato  | Movimento Sociale Italiano              | Sindaco     | [ 55 ] |
| dicembre 1961     | giugno 1962       | Antonino Borruso      |                                         | Comm. pref. | [ 55 ] |
| 29 giugno 1962    | 24 giugno 1968    | Giuseppe Munna        | Democrazia Cristiana                    | Sindaco     | [ 55 ] |
| 21 aprile 1968    | novembre 1969     | Mario Barbara         | Democrazia Cristiana                    | Sindaco     | [ 55 ] |
| 1970              | gennaio 1971      | Angelo Mirrione       | Democrazia Cristiana                    | Sindaco     | [ 55 ] |
| gennaio 1971      | giugno 1973       | Giuseppe Longo        | Democrazia Cristiana                    | Sindaco     | [ 55 ] |
| giugno 1973       | agosto 1975       | Mario Barbara         | Democrazia Cristiana                    | Sindaco     | [ 55 ] |
| agosto 1975       | febbraio 1977     | Giuseppe Longo        | Democrazia Cristiana                    | Sindaco     | [ 55 ] |
| febbraio 1977     | ottobre 1980      | Antonino Pedone       | Democrazia Cristiana                    | Sindaco     | [ 55 ] |
| ottobre 1980      | luglio 1981       | Angelo Colomba        | Democrazia Cristiana                    | Sindaco     | [ 55 ] |
| luglio 1981       | luglio 1982       | Antonino Pedone       | Democrazia Cristiana                    | Sindaco     | [ 55 ] |
| luglio 1982       | giugno 1983       | Damiano Tesoriere     | Democrazia Cristiana                    | Sindaco     | [ 55 ] |
| giugno 1983       | marzo 1984        | Benedetto Maltese     | Democrazia Cristiana                    | Sindaco     | [ 55 ] |
| marzo 1984        | giugno 1985       | Nicolò Coppola        | Democrazia Cristiana                    | Sindaco     | [ 55 ] |
| giugno 1985       | 31 maggio 1986    | Benedetto Maltese     | Democrazia Cristiana                    | Sindaco     | [ 55 ] |
| 1º giugno 1986    | 2 dicembre 1986   | Angelo Colomba        | Democrazia Cristiana                    | Sindaco     | [ 55 ] |
| 3 dicembre 1986   | 28 giugno 1988    | Giuseppe D'Anna       | Democrazia Cristiana                    | Sindaco     | [ 55 ] |
| 19 dicembre 1988  | 4 ottobre 1991    | Nicolò Coppola        | Democrazia Cristiana                    | Sindaco     | [ 56 ] |
| 7 novembre 1991   | 1º luglio 1992    | Vito Galante          | Democrazia Cristiana                    | Sindaco     | [ 56 ] |
| 14 settembre 1992 | 17 giugno 1993    | Umberto Barberi       |                                         | Comm. pref. | [ 56 ] |
| 22 giugno 1993    | 15 dicembre 1997  | Giuseppe Battiata     | Lista civica, Partito Popolare Italiano | Sindaco     | [ 56 ] |
| 15 dicembre 1997  | 11 giugno 2002    | Giuseppe Ancona       | Polo per le Libertà                     | Sindaco     | [ 56 ] |
| 11 giugno 2002    | 27 marzo 2006     | Giuseppe Ancona       | centro-destra                           | Sindaco     | [ 56 ] |
| 27 marzo 2006     | 7 agosto 2007     | Alfio Pulvirenti      |                                         | Comm. pref. | [ 56 ] |
| 27 marzo 2006     | 7 agosto 2007     | Santo Lapunzina       |                                         | Comm. pref. | [ 56 ] |
| 27 marzo 2006     | 7 agosto 2007     | Vito Mattera          |                                         | Comm. pref. | [ 56 ] |
| 7 agosto 2007     | 17 giugno 2008    | Antonella De Miro     |                                         | Comm. pref. | [ 56 ] |
| 7 agosto 2007     | 17 giugno 2008    | Adriana Cogode        |                                         | Comm. pref. | [ 56 ] |
| 7 agosto 2007     | 17 giugno 2008    | Maria Cacciolla       |                                         | Comm. pref. | [ 56 ] |
| 17 giugno 2008    | 11 giugno 2013    | Marzio Bresciani      | centro-destra                           | Sindaco     | [ 56 ] |
| 11 giugno 2013    | 10 giugno 2018    | Nicolò Coppola        | lista civica, Partito Democratico       | Sindaco     | [ 56 ] |
| 10 giugno 2018    | 29 maggio 2023    | Nicolò Rizzo          | lista civica                            | Sindaco     | [ 56 ] |
| 29 maggio 2023    | in carica         | Giuseppe Fausto       | lista civica                            | Sindaco     | [ 56 ] |